# Mandato Britânico da Palestina
O Mandato Britânico da Palestina ou Palestina Mandatária[a] foi uma entidade geopolítica britânica que existiu entre 1920 e 1948 na região da Palestina e, depois de 1922, sob os termos do Mandato da Liga das Nações para a Palestina.
Após uma revolta árabe contra o Império Otomano durante a Primeira Guerra Mundial em 1916, as forças britânicas expulsaram as forças otomanas do Levante. O Reino Unido concordou na Correspondência Huceine-McMahon que honraria a independência árabe em caso de uma revolta, mas, no final, o Reino Unido e a França dividiram o que havia sido a Síria Otomana sob o Acordo Sykes-Picot — um ato de traição aos olhos dos árabes. Outra questão foi a Declaração Balfour de 1917, na qual a Grã-Bretanha prometeu seu apoio ao estabelecimento de um "lar nacional" judaico na Palestina. A Palestina Mandatária foi então estabelecida em 1920, e os britânicos obtiveram um Mandato para a Palestina da Liga das Nações em 1922.
Durante o Mandato, a área viu ondas sucessivas de imigração judaica e a ascensão de movimentos nacionalistas nas comunidades judaica e árabe. Os interesses conflitantes das duas populações levaram à revolta árabe de 1936-1939 na Palestina e à insurgência judaica de 1944-1948 na Palestina Mandatária. O Plano de Partilha das Nações Unidas para a Palestina, para dividir o território em dois estados, um árabe e um judeu, foi aprovado em novembro de 1947. A guerra da Palestina de 1948 terminou com o território da Palestina Mandatária dividida entre o Estado de Israel, o Reino Haxemita da Jordânia, que anexou território na Cisjordânia do Rio Jordão, e o Reino do Egito, que estabeleceu o "Protetorado de Toda a Palestina" na Faixa de Gaza.
A Palestina Mandatária foi designada como um Mandato Classe A, com base em seu desenvolvimento social, político e econômico. Esta classificação foi reservada para os mandatos do pós-guerra com maior capacidade de autogoverno. Todos os mandatos da Classe A, exceto a Palestina obrigatória, haviam conquistado a independência em 1946.

## Etimologia
O nome dado ao território do Mandato foi "Palestina", de acordo com o uso local árabe palestino e otomano   e com a tradição europeia. [b] A Carta do Mandato estipulava que a Palestina Mandatária teria três línguas oficiais: inglês, árabe e hebraico.

Em 1926, as autoridades britânicas decidiram formalmente usar o equivalente árabe tradicional para o nome inglês e sua transcrição hebraica, ou seja, Filasţīn (فلسطين) e Pālēśtīnā (פּלשׂתינה), respectivamente. A liderança judaica propôs que o nome hebraico apropriado fosse ʾĒrēts Yiśrāʾel (ארץ ישׂראל, Terra de Israel). O compromisso final foi acrescentar as iniciais do nome hebraico proposto, Áelfe-Iode, entre parênteses (א״י) após Pālēśtīnā sempre que o nome do Mandato fosse mencionado em hebraico em documentos oficiais. A liderança árabe viu esse compromisso como uma violação dos termos do mandato. Alguns políticos árabes sugeriram "Sul da Síria" (سوريا الجنوبية) como o nome árabe. As autoridades britânicas rejeitaram esta proposta; de acordo com a Ata da Nona Sessão da Comissão de Mandatos Permanentes da Liga das Nações:
O Coronel Symes explicou que o país era descrito como "Palestina" pelos europeus e como "Falestin" pelos árabes. O nome hebraico para o país era a designação "Terra de Israel", e o Governo, para atender aos desejos dos judeus, havia concordado que a palavra "Palestina" em caracteres hebraicos deveria ser seguida, em todos os documentos oficiais, pelas iniciais que representavam essa designação. Como compensação, alguns políticos árabes sugeriram que o país fosse chamado de "Síria do Sul", a fim de enfatizar sua estreita relação com outro Estado árabe.
O adjetivo "mandatária" indica que o status legal da entidade deriva de um mandato da Liga das Nações; não está relacionado ao uso mais comum da palavra como sinônimo de "obrigatório" ou "necessário".

## História

### Década de 1920

Palestinos em Jafa na década de 1920

Após a chegada dos britânicos, os habitantes árabes estabeleceram associações muçulmano-cristãs em todas as principais cidades. Em 1919, eles se uniram para realizar o primeiro Congresso Árabe Palestino em Jerusalém. O seu principal objectivo era o governo representativo e a oposição à Declaração Balfour. Ao mesmo tempo, a Comissão Sionista foi formada em março de 1918 e promoveu ativamente os objetivos sionistas na Palestina. Em 19 de abril de 1920, realizaram-se eleições para a Assembleia de Representantes da comunidade judaica palestina.
Em abril de 1920, tumultos em Jerusalém causaram a morte de cinco judeus e quatro árabes.
Em Julho de 1920, uma administração civil britânica chefiada por um Alto Comissário substituiu a administração militar. O primeiro Alto Comissário, Sir Herbert Samuel, um sionista e recente ministro do gabinete britânico, chegou à Palestina em 20 de junho de 1920 para assumir seu cargo a partir de 1º de julho. Samuel estabeleceu sua sede e residência oficial em parte do complexo do Hospital Augusta Victoria no Monte Scopus, no que era então o extremo nordeste de Jerusalém, um edifício que havia sido construído para os alemães por volta de 1910. Danificado por um terremoto em 1927, este edifício serviu como sede e residência oficial dos Altos Comissários Britânicos até 1933. Nesse ano, foi concluída uma nova sede e residência oficial especialmente construída para o Alto Comissário, no que era então o extremo sudeste de Jerusalém. Referido como Armon HaNetziv pela população judaica, este edifício, localizado na "Colina do Conselho Maligno" no cume de Jabel Mukaber, permaneceu em uso como sede e residência oficial dos Altos Comissários Britânicos até o fim do domínio britânico em 1948.

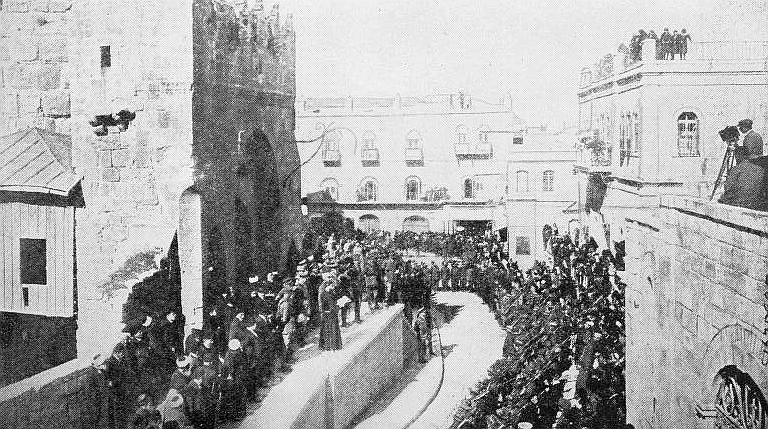
A transferência formal de Jerusalém para o domínio britânico, com um "padre nativo" lendo a proclamação nos degraus da Torre de Davi

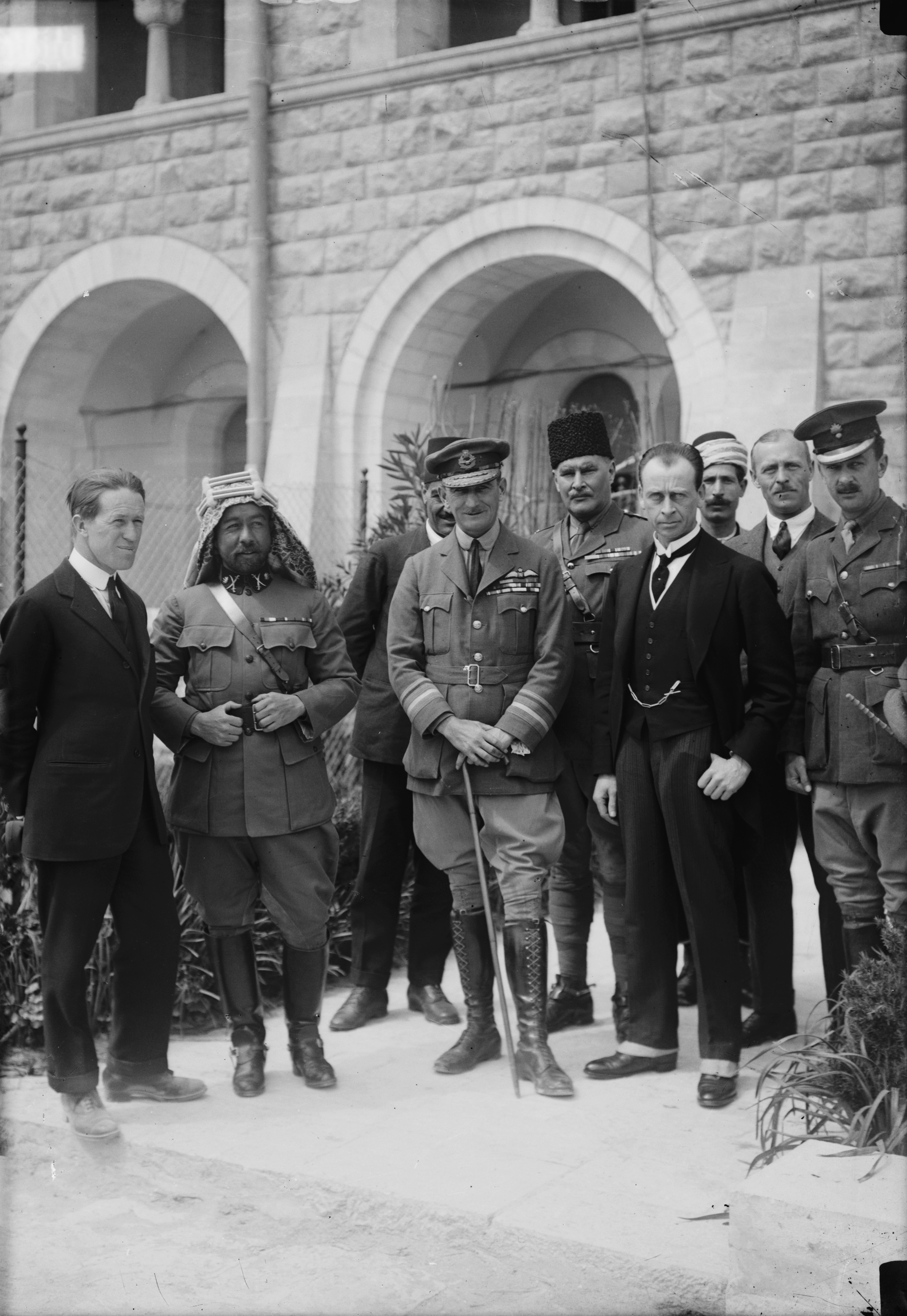
A chegada de Sir Herbert Samuel. Da esquerda para a direita: T.E. Lawrence, Emir Abdalá, Marechal do Ar Sir Geoffrey Salmond, Sir Wyndham Deedes e outros

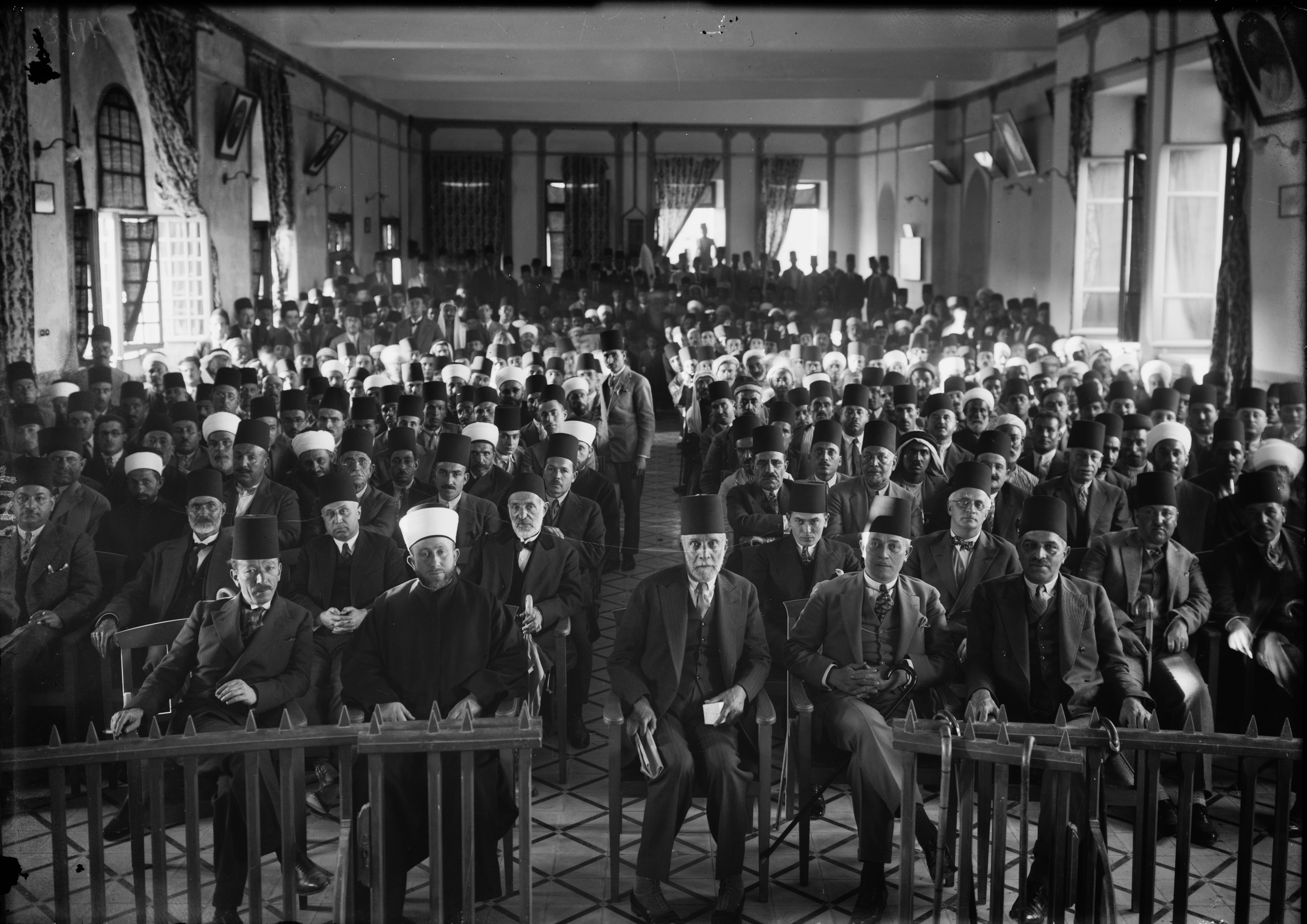
Uma "reunião de protesto" árabe em sessão, no salão Rawdat el Maaref, 1929. Da esquerda para a direita: desconhecido – Amin al-Husayni – Musa al-Husayni – Raghib al-Nashashibi – desconhecido

Uma das primeiras ações da administração civil recém-instalada foi começar a conceder concessões do governo mandatário sobre ativos econômicos importantes. Em 1921, o governo concedeu a Pinhas Rutenberg – um empreendedor judeu – concessões para a produção e distribuição de energia elétrica. Rutenberg logo fundou uma empresa elétrica cujos acionistas eram organizações sionistas, investidores e filantropos. Os árabes palestinos viram isso como uma prova de que os britânicos pretendiam favorecer o sionismo. A administração britânica afirmou que a eletrificação iria melhorar o desenvolvimento econômico do país como um todo, ao mesmo tempo que garantia o seu compromisso de facilitar um Lar Nacional Judaico através de um sistema económico – em vez de político – significa.
Em maio de 1921, após um distúrbio entre manifestantes judeus rivais de esquerda e depois ataques de árabes contra judeus, quase 100 pessoas morreram em tumultos em Jafa.
O Alto Comissário Samuel tentou estabelecer instituições autónomas na Palestina, conforme exigido pelo mandato, mas a liderança árabe recusou-se a cooperar com qualquer instituição que incluísse a participação judaica. Quando Kamil al-Husayni, o Grande Mufti de Jerusalém, morreu em março de 1921, o Alto Comissário Samuel nomeou seu meio-irmão, Mohammad Amin al-Husseini, para o cargo. Amin al-Husseini, membro do clã al-Husayni de Jerusalém, foi um nacionalista árabe e líder muçulmano. Como Grande Mufti, assim como em outros cargos influentes que ocupou durante esse período, al-Husseini desempenhou um papel fundamental na oposição violenta ao sionismo. Em 1922, al-Husseini foi eleito presidente do Conselho Supremo Muçulmano, estabelecido por Samuel em dezembro de 1921. O Conselho controlava os fundos do Waqf, que valiam anualmente dezenas de milhares de libras, e os fundos para órfãos, que valiam anualmente cerca de £ 50.000, em comparação com as £ 600.000 do orçamento anual da Agência Judaica. Além disso, ele controlava os tribunais islâmicos na Palestina. Entre outras funções, esses tribunais tinham o poder de nomear professores e pregadores.
A Ordem do Conselho da Palestina de 1922 estabeleceu um Conselho Legislativo, que seria composto por 23 membros: 12 eleitos, 10 nomeados e o Alto Comissário. Dos 12 membros eleitos, oito seriam árabes muçulmanos, dois árabes cristãos e dois judeus. Os árabes protestaram contra a distribuição dos assentos, argumentando que, como constituíam 88% da população, ter apenas 43% dos assentos era injusto. As eleições ocorreram em fevereiro e março de 1923, mas devido a um boicote árabe, os resultados foram anulados e um Conselho Consultivo de 12 membros foi estabelecido.
No Primeiro Congresso Mundial de Mulheres Judias, realizado em Viena, Áustria, em 1923, foi decidido que: "Parece, portanto, ser dever de todos os judeus cooperar na reconstrução socioeconómica da Palestina e ajudar na fixação de judeus naquele país."
Em Outubro de 1923, a Grã-Bretanha forneceu à Liga das Nações um relatório sobre a administração da Palestina durante o período de 1920-1922, que abrangeu o período anterior ao mandato.
Em agosto de 1929, houve tumultos nos quais 250 pessoas morreram.

### Década de 1930: insurgência armada árabe
Em 1930, o xeique Izz ad-Din al-Qassam chegou à Palestina vindo da Síria, então parte do Mandato Francês para a Síria e o Líbano, e organizou e estabeleceu a Mão Negra, uma organização militante antissionista e anti-britânica. Ele recrutou e organizou treinamento militar para camponeses e, em 1935, havia alistado entre 200 e 800 homens. Eles usaram bombas e armas de fogo contra os colonos sionistas e vandalizaram os pomares dos colonos e as linhas ferroviárias construídas pelos britânicos. Em novembro de 1935, dois de seus homens se envolveram em um tiroteio com uma patrulha da Polícia Palestina que caçava ladrões de frutas e um policial foi morto. Após o incidente, a polícia colonial britânica iniciou uma busca e cercou al-Qassam em uma caverna perto de Ya'bad. Na batalha que se seguiu, al-Qassam foi morto.

#### A revolta árabe
A morte de al-Qassam em 20 de novembro de 1935 gerou indignação generalizada na comunidade árabe. Enormes multidões acompanharam o corpo de Qassam até seu túmulo em Haifa. Poucos meses depois, em abril de 1936, eclodiu a greve geral nacional árabe. A greve durou até outubro de 1936, instigada pelo Alto Comitê Árabe, liderado por Amin al-Husseini. Durante o verão daquele ano, milhares de hectares e pomares cultivados por judeus foram destruídos. Civis judeus foram atacados e mortos, e algumas comunidades judaicas, como as de Beisan (Beit She'an) e Acre, fugiram para áreas mais seguras. A violência diminuiu durante cerca de um ano, enquanto os britânicos enviaram a Comissão Peel para investigar.

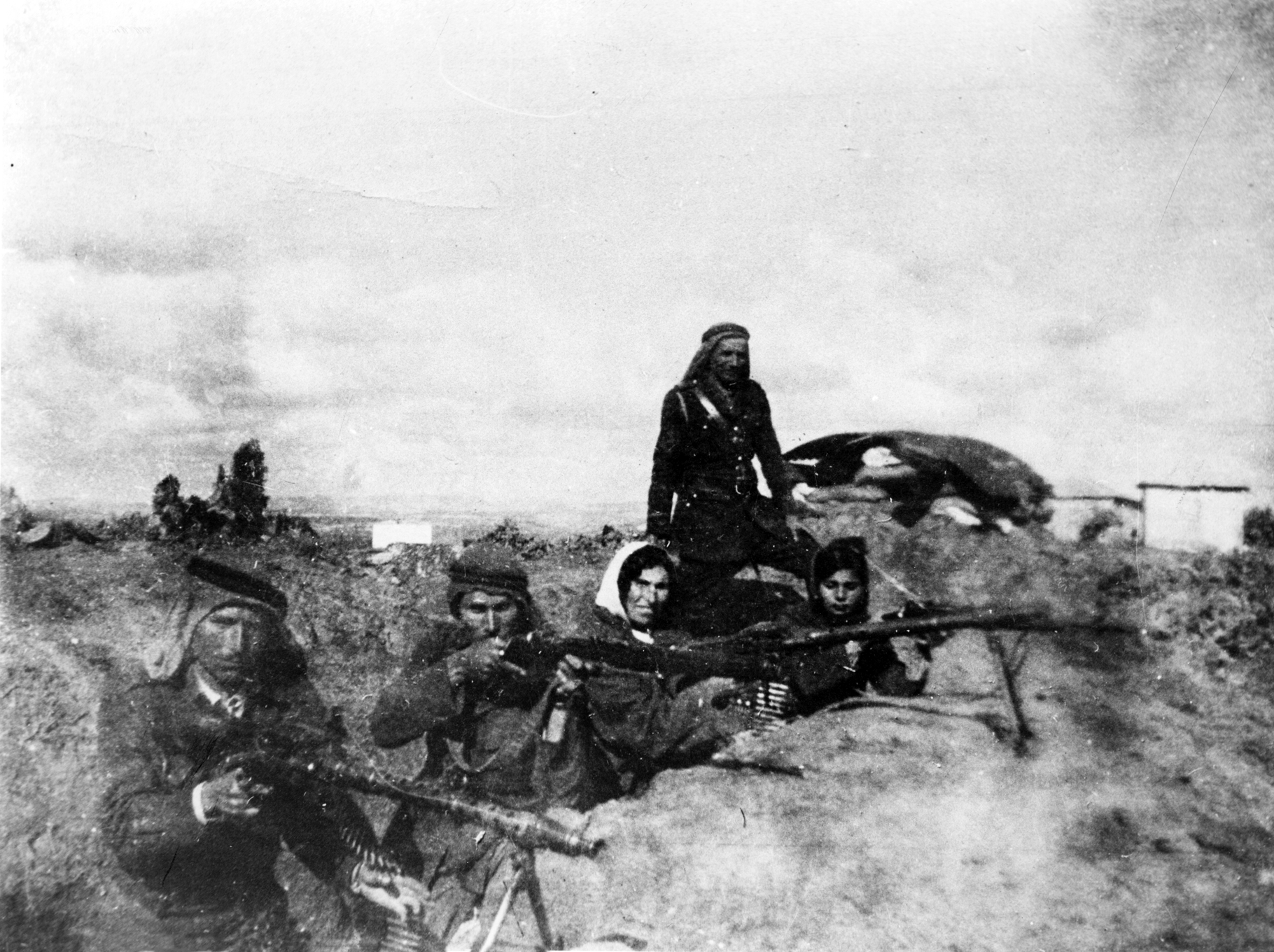
Revolta árabe contra os britânicos

Durante os primeiros estágios da Revolta Árabe, devido à rivalidade entre os clãs de al-Husseini e Nashashibi entre os árabes palestinos, Raghib Nashashibi foi forçado a fugir para o Egito após várias tentativas de assassinato ordenadas por Amin al-Husseini.
Após a rejeição árabe da recomendação da Comissão Peel, a revolta recomeçou no outono de 1937. Nos 18 meses seguintes, os britânicos perderam Nablus e Hebron. As forças britânicas, apoiadas por 6.000 polícias auxiliares judeus armados, reprimiram os motins generalizados com uma força esmagadora. O oficial britânico Charles Orde Wingate (que apoiou um renascimento sionista por razões religiosas) organizou Esquadrões Noturnos Especiais de soldados britânicos e voluntários judeus como Yigal Allon; estes "obtiveram sucessos significativos contra os rebeldes árabes na Baixa Galileia e no vale de Jezreel" ao conduzir ataques a aldeias árabes. O Irgun, um grupo de milícias judaicas, usou a violência também contra civis árabes como "atos de retaliação", atacando mercados e ônibus.
Quando a revolta terminou em Março de 1939, mais de 5,000 árabes, 400 judeus e 200 britânicos tinham sido mortos e pelo menos 15,000 árabes ficaram feridos. No total, 10% da população masculina árabe adulta foi morta, ferida, presa ou exilada. Entre 1936 e 1945, ao estabelecerem acordos de segurança colaborativa com a Agência Judaica, os britânicos confiscaram 13,200 armas de fogo de árabes e 521 armas de judeus. 
Os ataques à população judaica pelos árabes tiveram três efeitos duradouros: primeiro, levaram à formação e ao desenvolvimento de milícias clandestinas judaicas, principalmente a Haganá, que se mostrariam decisivas em 1948. Em segundo lugar, ficou claro que as duas comunidades não poderiam ser reconciliadas, e a ideia de partição nasceu. Em terceiro lugar, os britânicos responderam à oposição árabe com o Livro Branco de 1939, que restringiu severamente a compra de terras e a imigração judaica. Entretanto, com o advento da Segunda Guerra Mundial, nem mesmo essa cota reduzida de imigração foi atingida. A própria política do Livro Branco radicalizou segmentos da população judaica, que depois da guerra não cooperariam mais com os britânicos.
A revolta também teve um efeito negativo na liderança árabe palestina, na coesão social e nas capacidades militares, e contribuiu para o resultado da Guerra de 1948 porque "quando os palestinos enfrentaram seu desafio mais fatídico em 1947-1949, eles ainda sofriam com a repressão britânica de 1936-1939 e estavam, na prática, sem uma liderança unificada. De fato, pode-se argumentar que eles estavam virtualmente sem qualquer liderança." 

#### Propostas de partição

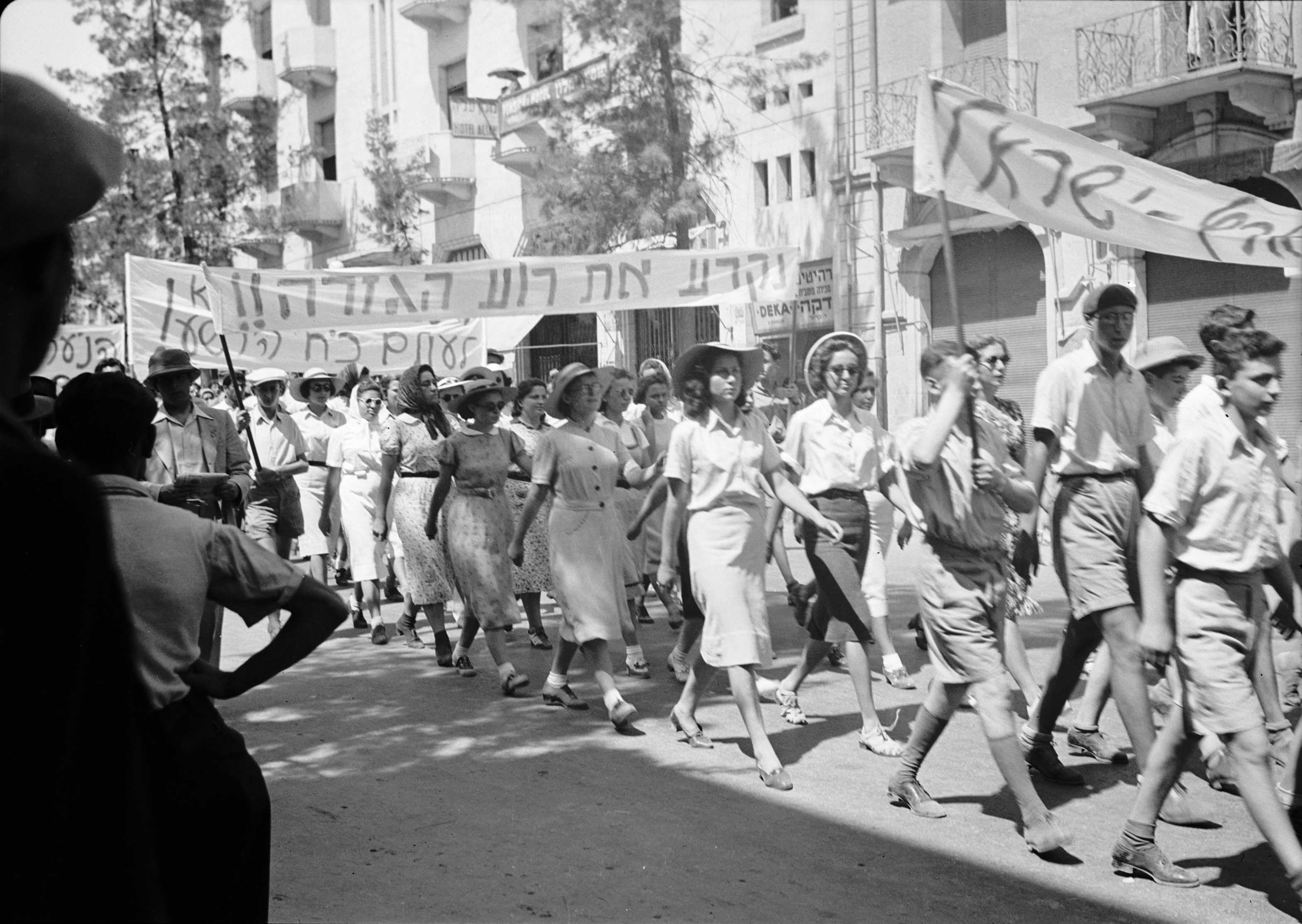
Manifestação judaica contra o Livro Branco em Jerusalém em 1939

Em 1937, a Comissão Peel propôs uma partição entre um pequeno estado judeu, cuja população árabe teria que ser transferida, e um estado árabe a ser anexado ao Emirado da Transjordânia, sendo este emirado também parte do Mandato mais amplo para a Palestina. A proposta foi rejeitada imediatamente pelos árabes. Os dois principais líderes judeus, Chaim Weizmann e David Ben-Gurion, convenceram o Congresso Sionista a aprovar de forma equivocada as recomendações de Peel como base para mais negociações. Numa carta ao seu filho, em Outubro de 1937, Ben-Gurion explicou que a partilha seria um primeiro passo para a "posse da terra como um todo". O mesmo sentimento foi registado por Ben-Gurion em outras ocasiões, como numa reunião do executivo da Agência Judaica em Junho de 1938, bem como por Chaim Weizmann.
Após a Conferência de Londres, em fevereiro e março de 1939, o governo britânico publicou um Livro Branco que propunha um limite à imigração judaica da Europa, restrições à compra de terras por judeus e um programa para a criação de um estado independente para substituir o Mandato dentro de dez anos. Isso foi visto pelo Yishuv como uma traição aos termos obrigatórios, especialmente à luz da crescente perseguição aos judeus na Europa. Em resposta, os sionistas organizaram o Aliá Bet, um programa de imigração ilegal para a Palestina. Lehi, um pequeno grupo de sionistas extremistas, organizou ataques armados contra autoridades britânicas na Palestina. Entretanto, a Agência Judaica, que representava a liderança sionista dominante e a maior parte da população judaica, ainda esperava persuadir a Grã-Bretanha a permitir a retomada da imigração judaica e cooperou com a Grã-Bretanha durante a Segunda Guerra Mundial.

### Segunda Guerra Mundial

#### Atividade Aliada e do Eixo

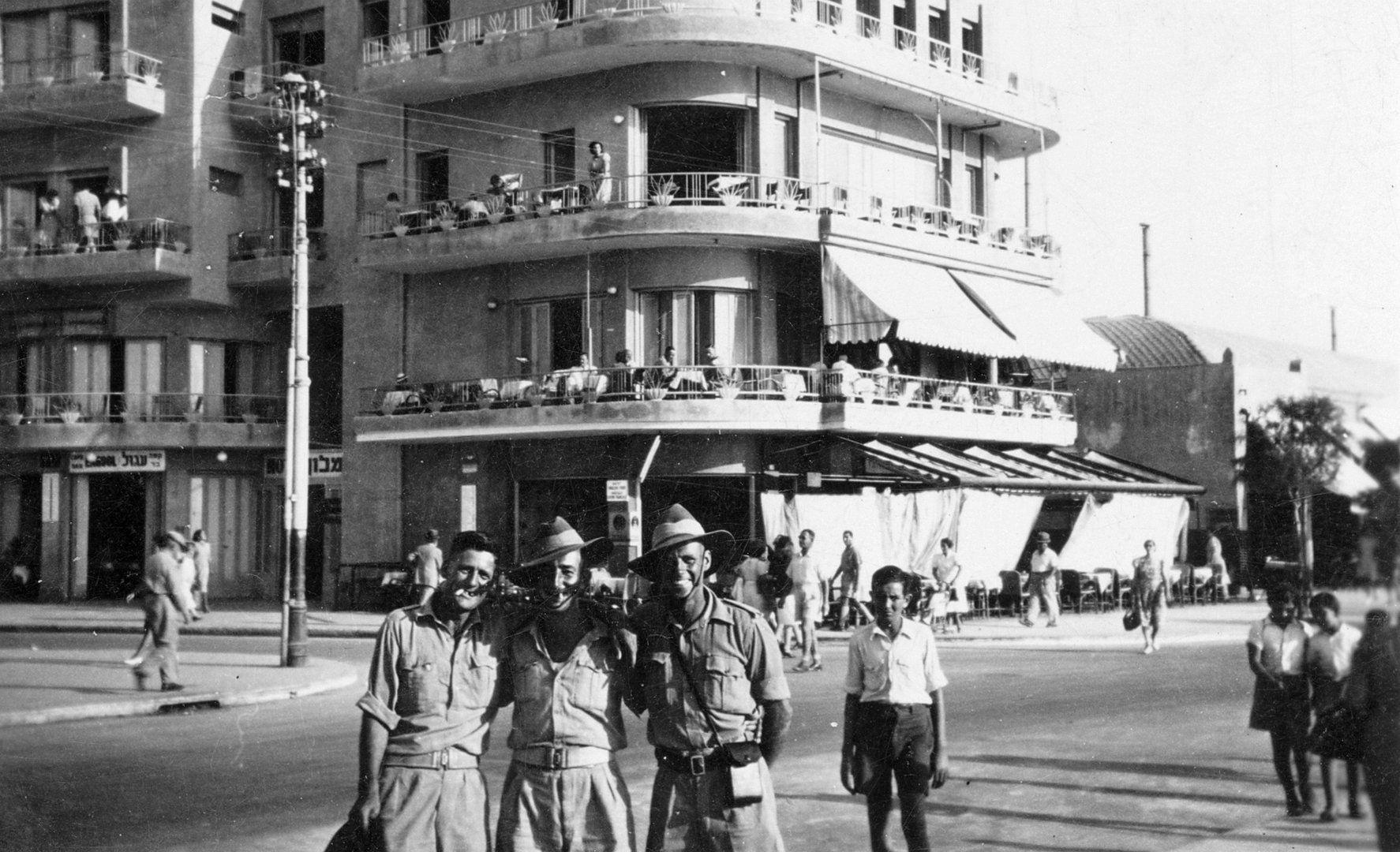
Soldados australianos em Tel Aviv em 1942

Em 10 de junho de 1940, durante a Segunda Guerra Mundial, o Reino da Itália declarou guerra ao Império Britânico e aliou-se à Alemanha Nazista. Num mês, os italianos atacaram a Palestina pelo ar, bombardeando Tel Aviv e Haifa, causando múltiplas baixas.
Em 1942, houve um período de grande preocupação para o Yishuv, quando as forças alemãs do general Erwin Rommel avançaram para o leste através do Norte da África em direção ao Canal de Suez, levantando o medo de que conquistassem a Palestina. Esse período foi chamado de "200 dias de pavor". Este evento foi a causa direta da fundação, com o apoio britânico, do Palmach – uma unidade regular altamente treinada pertencente à Haganá (um grupo paramilitar composto principalmente por reservas).
O Yishuv se uniu em torno do esforço de guerra dos Aliados, apesar da raiva causada pelas restrições britânicas à imigração judaica no Livro Branco de 1939. David Ben-Gurion, presidente da Agência Judaica, declarou que "Lutaremos contra o Livro Branco como se não houvesse guerra e lutaremos contra a guerra como se não houvesse Livro Branco". Cerca de 30.000 judeus da Palestina Mandatária serviram nas Forças Armadas Britânicas durante a guerra, mais de 700 dos quais foram mortos em ação.
Como na maior parte do mundo árabe, não houve unanimidade entre os árabes palestinos quanto à sua posição em relação aos beligerantes na Segunda Guerra Mundial. Vários líderes e figuras públicas viam uma vitória do Eixo como o resultado provável e uma maneira de proteger a Palestina dos sionistas e dos britânicos. Embora os árabes não fossem muito respeitados pela teoria racial nazista, os nazistas encorajaram o apoio árabe como um contraponto à hegemonia britânica. No aniversário da Declaração de Balfour, em 1943, o Reichsführer-SS Heinrich Himmler e o Ministro das Relações Exteriores Joachim von Ribbentrop enviaram telegramas de apoio ao Grande Mufti de Jerusalém, Mohammad Amin al-Husseini, para serem lidos em uma transmissão de rádio para um comício de apoiadores em Berlim. [c]  Por outro lado, cerca de 12.000 árabes palestinos, com o apoio de muitas figuras proeminentes, como os prefeitos de Nablus e Gaza e da mídia como a "Rádio Palestina" [d] e o importante jornal Falastin, sediado em Jafa, [e] se voluntariaram para se juntar e lutar pelos britânicos, com muitos servindo em unidades que também incluíam judeus da Palestina. 120 mulheres palestinas também serviram como parte do Serviço Territorial Auxiliar. Entretanto, essa história tem sido menos estudada, pois fontes israelenses deram mais ênfase ao estudo do papel desempenhado pelos soldados judeus. Entretanto, fontes palestinas "não estavam ansiosas por glorificar os nomes daqueles que cooperaram com a Grã-Bretanha poucos anos depois de os britânicos terem reprimido a Revolta Árabe de 1936-1939, e assim ajudaram indirectamente os judeus a estabelecer um estado".

#### Mobilização

Sede da Brigada Judaica sob a Bandeira da União e a bandeira judaica

Em 3 de julho de 1944, o governo britânico consentiu com o estabelecimento de uma Brigada Judaica dentro do Exército Britânico, com oficiais superiores judeus e não judeus cuidadosamente selecionados. Em 20 de setembro de 1944, um comunicado oficial do Ministério da Guerra anunciou a formação do Grupo de Brigada Judaica do Exército Britânico. A Brigada Judaica foi enviada para a Itália, onde se juntou ao Oitavo Exército Britânico sob o 15º Grupo de Exércitos e lutou na Ofensiva da Primavera da Campanha Italiana. A Brigada Judaica foi então posicionada em Tarvisio, perto do triângulo fronteiriço entre Itália, Iugoslávia e Áustria, onde desempenhou um papel fundamental nos esforços da Berihá para ajudar os judeus a escapar da Europa para a Palestina, um papel que muitos de seus membros continuariam depois que a brigada foi dissolvida. Entre seus projetos estava a educação e o cuidado das crianças Selvino. Mais tarde, veteranos da Brigada Judaica desempenhariam um papel importante na fundação das Forças de Defesa de Israel (IDF).
Do Regimento Palestino, dois pelotões, um judeu, sob o comando do brigadeiro Ernest Benjamin, e outro árabe, foram enviados para se juntar às forças aliadas na Frente Italiana, tendo participado da ofensiva final ali.
Além dos judeus e árabes da Palestina, em meados de 1944 os britânicos reuniram uma força multiétnica composta por refugiados judeus europeus voluntários (de países ocupados pela Alemanha), judeus iemenitas e judeus abissínios.

#### O Holocausto e as cotas de imigração

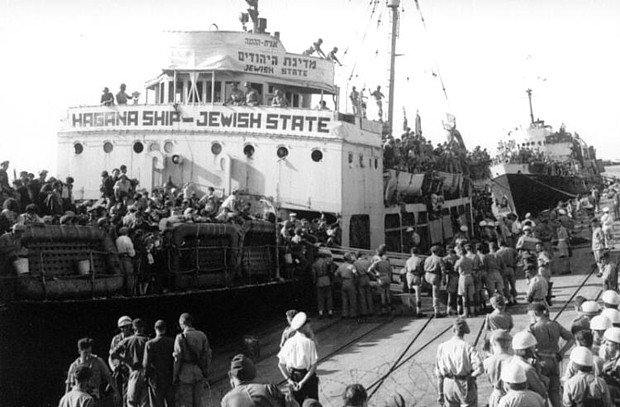
Navio Jewish State, um dos vários navios da Haganah que transportavam imigrantes judeus da Europa, principalmente ilegais, no Porto de Haifa, Palestina Mandatária, 1947

Em 1939, como consequência do Livro Branco de 1939, os britânicos reduziram o número de imigrantes permitidos na Palestina. A Segunda Guerra Mundial e o Holocausto começaram logo depois e, uma vez excedida a cota anual de 15.000, os judeus que fugiam da perseguição nazista foram internados em campos de detenção ou deportados para lugares como Maurício.
A partir de 1939, um esforço de imigração clandestina chamado Aliá Bet foi liderado por uma organização chamada Mossad LeAliyah Bet. Dezenas de milhares de judeus europeus escaparam dos nazistas em barcos e pequenos navios com destino à Palestina. A Marinha Real Britânica interceptou muitos dos navios; outros não estavam em condições de navegar e naufragaram; uma bomba da Haganá afundou o SS Patria, matando 267 pessoas; dois outros navios foram afundados por submarinos soviéticos: a escuna a motor Struma foi torpedeada e afundada no Mar Negro por um submarino soviético em fevereiro de 1942, com a perda de quase 800 vidas. Os últimos barcos de refugiados que tentaram chegar à Palestina durante a guerra foram o Bulbul, Mefküre e o Morina em agosto de 1944. Um submarino soviético afundou a escuna a motor Mefküre com torpedos e tiros de artilharia e metralhou os sobreviventes na água, matando entre 300 e 400 refugiados. A imigração ilegal foi retomada após o fim da Segunda Guerra Mundial, especialmente pela Haganah, que transportou principalmente imigrantes judeus ilegais no período de 1945-47.
Após a guerra, 250.000 refugiados judeus ficaram presos em campos de deslocados (DP) na Europa. Apesar da pressão da opinião mundial, em particular dos repetidos pedidos do presidente dos EUA, Harry S. Truman, e das recomendações do Comitê Anglo-Americano de Inquérito de que 100.000 judeus tivessem entrada imediata na Palestina, os britânicos mantiveram a proibição da imigração.

#### Início da insurgência sionista

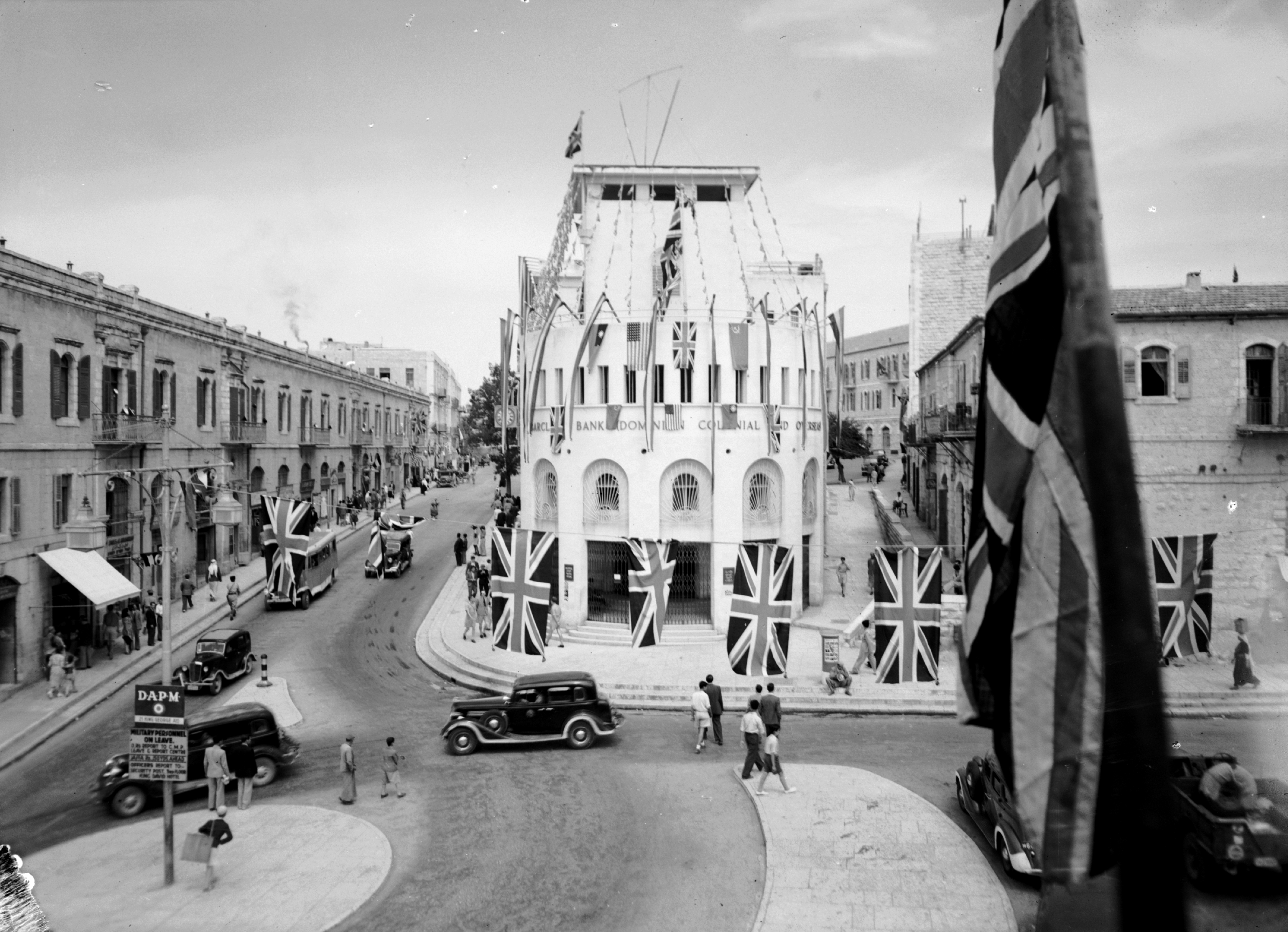
Jerusalém no Dia da Vitória na Europa, 8 de maio de 1945

Os movimentos judaicos Lehi (Lutadores pela Liberdade de Israel) e Irgun (Organização Militar Nacional) iniciaram revoltas violentas contra o Mandato Britânico na década de 1940. Em 6 de novembro de 1944, Eliyahu Hakim e Eliyahu Bet Zuri (membros do Lehi) assassinaram Lord Moyne no Cairo. Moyne era o Ministro de Estado britânico para o Oriente Médio e alguns dizem que o assassinato fez com que o primeiro-ministro britânico Winston Churchill se voltasse contra a causa sionista. Após o assassinato de Lord Moyne, a Haganah sequestrou, interrogou e entregou aos britânicos muitos membros do Irgun ("A Temporada de Caça"), e a Agência Executiva Judaica decidiu tomar uma série de medidas contra "organizações terroristas" na Palestina. O Irgun ordenou que seus membros não resistissem ou retaliassem com violência, para evitar uma guerra civil.

### Pós-Segunda Guerra Mundial: Insurgência e o Plano de Partilha
As três principais forças clandestinas judaicas mais tarde se uniram para formar o Movimento de Resistência Judaica e realizaram vários ataques e bombardeios contra a administração britânica. Em 1946, o Irgun explodiu o Hotel King David em Jerusalém, cuja ala sul era a sede da administração britânica, matando 92 pessoas. Após o bombardeio, o governo britânico começou a internar imigrantes judeus ilegais em Chipre. Em 1948, o Leí assassinou o Conde Bernadotte, o mediador da ONU, em Jerusalém. Yitzak Shamir, futuro primeiro-ministro de Israel, foi um dos conspiradores.

O Plano de Partilha da ONU

A publicidade negativa resultante da situação na Palestina fez com que o Mandato se tornasse amplamente impopular na própria Grã-Bretanha e fez com que o Congresso dos Estados Unidos atrasasse a concessão de empréstimos vitais aos britânicos para a reconstrução. O Partido Trabalhista Britânico havia prometido, antes de sua eleição em 1945, permitir a migração em massa de judeus para a Palestina, mas voltou atrás nessa promessa quando assumiu o poder. A militância judaica antibritânica aumentou, e a situação exigiu a presença de mais de 100.000 soldados britânicos no país. Após a Fuga da Prisão de Acre e o enforcamento retaliatório de sargentos britânicos pelo Irgun, os britânicos anunciaram o seu desejo de pôr fim ao mandato e de se retirarem o mais tardar no início de Agosto de 1948.
O Comitê Anglo-Americano de Inquérito de 1946 foi uma tentativa conjunta da Grã-Bretanha e dos Estados Unidos de concordar com uma política referente à admissão de judeus na Palestina. Em abril, o Comitê informou que seus membros chegaram a uma decisão unânime. O Comitê aprovou a recomendação americana de aceitação imediata de 100.000 refugiados judeus da Europa na Palestina. Também recomendou que não houvesse nenhum estado árabe ou judeu. O Comitê declarou que "para descartar, de uma vez por todas, as reivindicações exclusivas de judeus e árabes sobre a Palestina, consideramos essencial que uma declaração clara de princípio seja feita de que os judeus não dominarão os árabes e os árabes não dominarão os judeus na Palestina". O presidente dos EUA, Harry S. Truman, irritou o governo britânico ao emitir uma declaração de apoio aos 100.000 refugiados, mas se recusou a reconhecer o restante das conclusões do comitê. A Grã-Bretanha pediu assistência dos EUA para implementar as recomendações. O Departamento de Guerra dos EUA havia dito anteriormente que, para ajudar a Grã-Bretanha a manter a ordem contra uma revolta árabe, seria necessário um comprometimento ilimitado dos EUA de 300.000 soldados. A admissão imediata de 100.000 novos imigrantes judeus teria quase certamente provocado uma revolta árabe.
Esses eventos foram os fatores decisivos que forçaram a Grã-Bretanha a anunciar seu desejo de encerrar o Mandato da Palestina e colocar a Questão da Palestina diante das Nações Unidas, a sucessora da Liga das Nações. A ONU criou a UNSCOP (Comitê Especial da ONU sobre a Palestina) em 15 de maio de 1947, com representantes de 11 países. A UNSCOP realizou audiências e fez um levantamento geral da situação na Palestina e divulgou seu relatório em 31 de agosto. Sete membros (Canadá, Tchecoslováquia, Guatemala, Holanda, Peru, Suécia e Uruguai) recomendaram a criação de estados árabes e judeus independentes, com Jerusalém sob administração internacional. Três membros (Índia, Irã e Iugoslávia) apoiaram a criação de um único estado federal contendo estados constituintes judeus e árabes. A Austrália absteve-se.
Em 29 de novembro de 1947, a Assembleia Geral da ONU, votando 33 a 13, com 10 abstenções, adotou uma resolução recomendando a adoção e implementação do Plano de Partilha com União Econômica como Resolução 181 (II), ao mesmo tempo em que fazia alguns ajustes nas fronteiras entre os dois estados por ela propostas. A divisão entraria em vigor na data da retirada britânica. O plano de partição exigia que os estados propostos concedessem plenos direitos civis a todas as pessoas dentro de suas fronteiras, independentemente de raça, religião ou gênero. A Assembleia Geral da ONU apenas tem o poder de fazer recomendações; portanto, a UNGAR 181 não era juridicamente vinculativa. Tanto os EUA quanto a União Soviética apoiaram a resolução. O Haiti, a Libéria e as Filipinas alteraram os seus votos no último momento, após pressão concertada dos EUA e de organizações sionistas. Os cinco membros da Liga Árabe, que eram membros votantes na época, votaram contra o Plano.
A Agência Judaica, que era o estado judeu em formação, aceitou o plano, e quase todos os judeus na Palestina comemoraram a notícia.
O plano de partilha foi rejeitado pela liderança árabe palestina e pela maioria da população árabe. [f] [g] Reunida no Cairo em novembro e dezembro de 1947, a Liga Árabe adotou uma série de resoluções que apoiavam uma solução militar para o conflito.
A Grã-Bretanha anunciou que aceitaria o plano de partilha, mas se recusou a aplicá-lo, argumentando que ele não era aceito pelos árabes. A Grã-Bretanha também se recusou a compartilhar a administração da Palestina com a Comissão Palestina da ONU durante o período de transição. Em Setembro de 1947, o governo britânico anunciou que o Mandato da Palestina terminaria à meia-noite de 14 de Maio de 1948.
Algumas organizações judaicas também se opuseram à proposta. O líder do Irgun, Menachem Begin, anunciou: "A partilha da Pátria é ilegal. Nunca será reconhecida. A assinatura do acordo de partilha por instituições e indivíduos é inválida. Não vinculará o povo judeu. Jerusalém foi e será para sempre a nossa capital. Eretz Israel será restituída ao povo de Israel. Toda ela. E para sempre."

### Término do mandato

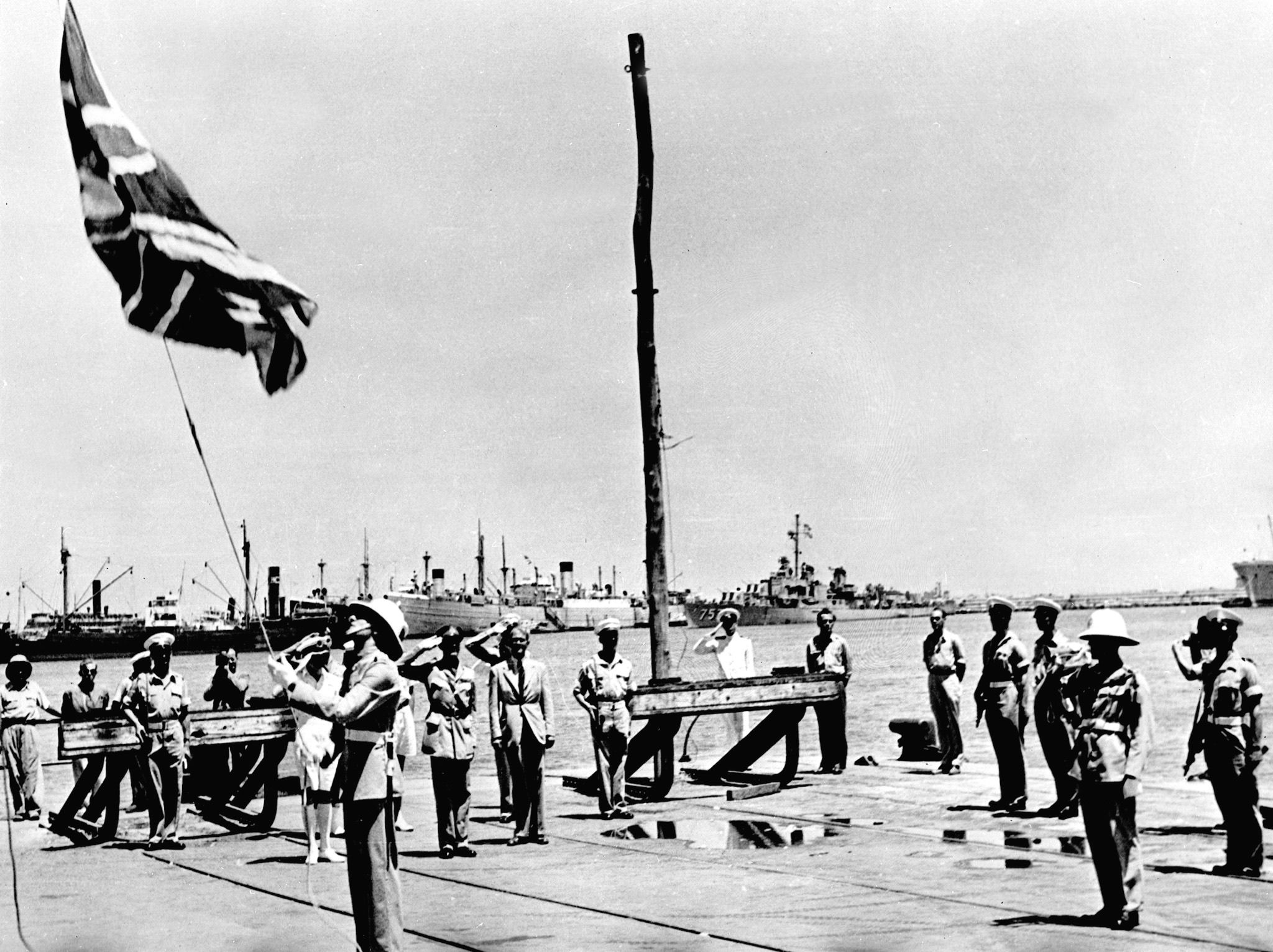
Tropas britânicas deixando Haifa em 1948

Quando o Reino Unido anunciou a independência do Emirado da Transjordânia como Reino Haxemita da Transjordânia em 1946, a Assembleia final da Liga das Nações e a Assembleia Geral adoptaram resoluções acolhendo a notícia. A Agência Judaica opôs-se, alegando que a Transjordânia era parte integrante da Palestina e que, de acordo com o Artigo 80 da Carta da ONU, o povo judeu tinha um interesse garantido no seu território.
Durante as deliberações da Assembleia Geral sobre a Palestina, houve sugestões de que seria desejável incorporar parte do território da Transjordânia ao estado judeu proposto. Poucos dias antes da adopção da Resolução 181 (II) em 29 de Novembro de 1947, o Secretário de Estado dos EUA, Marshall, observou que o Comité Ad Hoc tinha feito frequentes referências à conveniência de o Estado Judeu ter tanto o Negev como uma "saída para o Mar Vermelho e o Porto de Aqaba". De acordo com John Snetsinger, Chaim Weizmann visitou o presidente Truman em 19 de novembro de 1947 e disse que era imperativo que o Negev e o Porto de Aqaba estivessem dentro do estado judeu. Truman telefonou para a delegação dos EUA na ONU e disse-lhes que apoiava a posição de Weizmann. No entanto, o memorando da Transjordânia excluía territórios do Emirado da Transjordânia de qualquer assentamento judaico.
Imediatamente após a resolução da ONU, uma guerra civil eclodiu entre as comunidades árabe e judaica, e a autoridade britânica começou a ruir. Em 16 de Dezembro de 1947, a Força Policial Palestina retirou-se da área de Tel Aviv, onde vivia mais de metade da população judaica, e transferiu a responsabilidade pela manutenção da lei e da ordem para a polícia judaica. À medida que a guerra civil avançava, as forças militares britânicas gradualmente se retiraram da Palestina, embora ocasionalmente interviessem em favor de ambos os lados. Muitas dessas áreas se tornaram zonas de guerra. Os britânicos mantiveram fortes presenças em Jerusalém e Haifa, mesmo quando Jerusalém foi sitiada pelas forças árabes e se tornou palco de combates ferozes, embora os britânicos ocasionalmente interviessem nos combates, principalmente para proteger suas rotas de evacuação, inclusive proclamando lei marcial e impondo tréguas. A Força Policial Palestina ficou praticamente inoperante, e serviços governamentais como assistência social, abastecimento de água e serviços postais foram retirados. Em Março de 1948, todos os juízes britânicos na Palestina foram enviados de volta para a Grã-Bretanha. Em abril de 1948, os britânicos se retiraram da maior parte de Haifa, mas mantiveram um enclave na área portuária para ser usado na evacuação das forças britânicas, e mantiveram a RAF Ramat David, uma base aérea perto de Haifa, para cobrir sua retirada, deixando para trás uma força policial voluntária para manter a ordem. A cidade foi rapidamente capturada pela Haganá na Batalha de Haifa. Após a vitória, as forças britânicas em Jerusalém anunciaram que não tinham intenção de supervisionar qualquer administração local, mas também que não permitiriam ações que dificultassem a retirada segura e ordenada das suas forças; os tribunais militares julgariam qualquer pessoa que interferisse. Nessa época, a autoridade britânica na maior parte da Palestina havia fracassado, com a maior parte do país nas mãos de judeus ou árabes, mas o bloqueio aéreo e marítimo britânico à Palestina permanecia em vigor. Embora voluntários árabes tenham conseguido cruzar as fronteiras entre a Palestina e os estados árabes vizinhos para se juntar à luta, os britânicos não permitiram que os exércitos regulares dos estados árabes vizinhos cruzassem para a Palestina.
Os britânicos notificaram a ONU da sua intenção de pôr termo ao mandato o mais tardar em 1 de agosto de 1948. No entanto, no início de 1948, o Reino Unido anunciou sua firme intenção de encerrar seu mandato na Palestina em 15 de maio. Em resposta, o presidente Harry S. Truman fez uma declaração em 25 de março propondo a tutela da ONU em vez da partição, afirmando que "infelizmente, tornou-se claro que o plano de partição não pode ser executado neste momento por meios pacíficos… a menos que ações de emergência sejam tomadas, não haverá autoridade pública na Palestina naquela data capaz de preservar a lei e a ordem. Violência e derramamento de sangue cairão sobre a Terra Santa. Lutas em larga escala entre o povo daquele país serão o resultado inevitável". O Parlamento Britânico aprovou a legislação necessária para pôr fim ao Mandato com o Projeto de Lei da Palestina, que recebeu a aprovação real em 29 de abril de 1948.

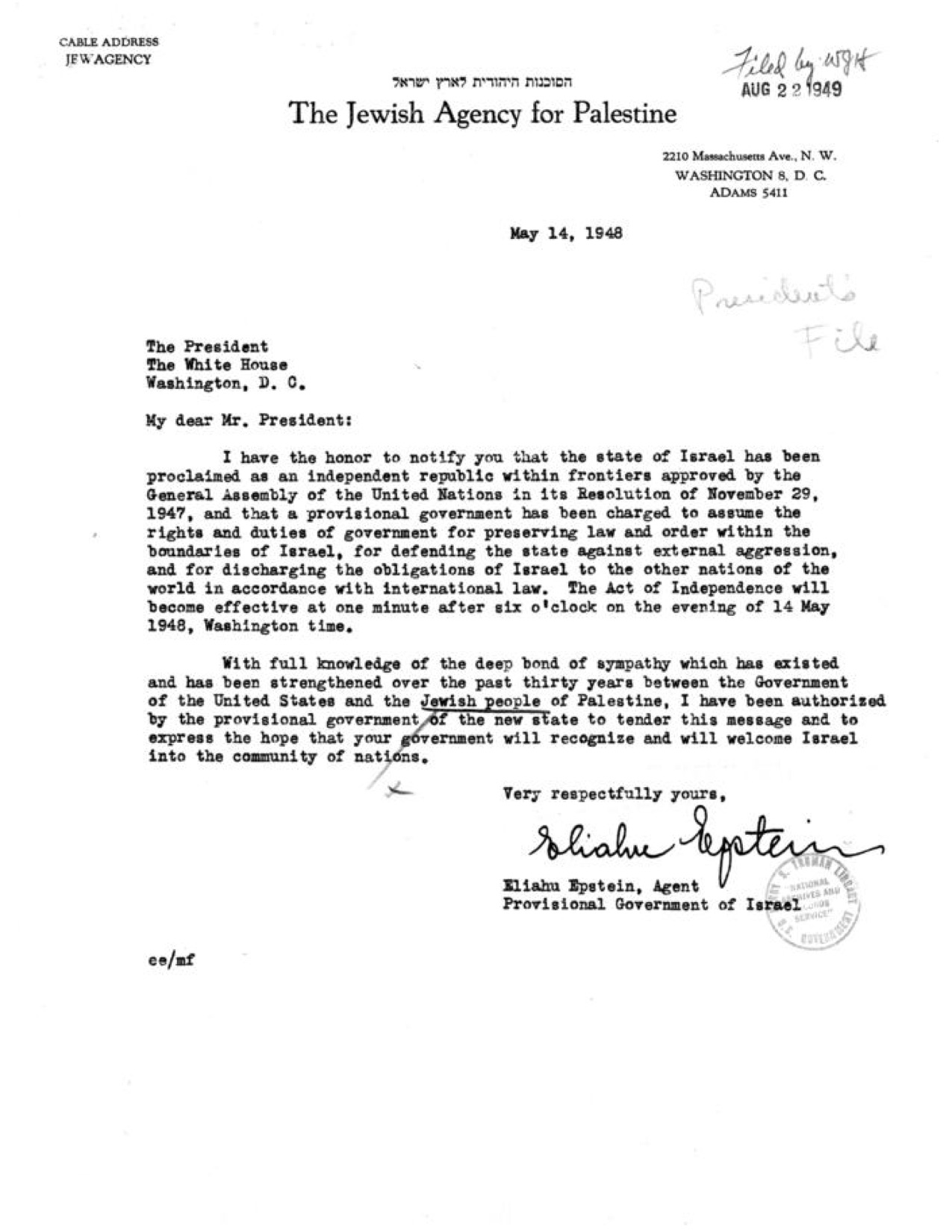
No dia de sua proclamação, Eliahu Epstein escreveu a Harry S. Truman que o estado havia sido proclamado "dentro das fronteiras aprovadas pela Assembleia Geral das Nações Unidas em sua Resolução de 29 de novembro de 1947".

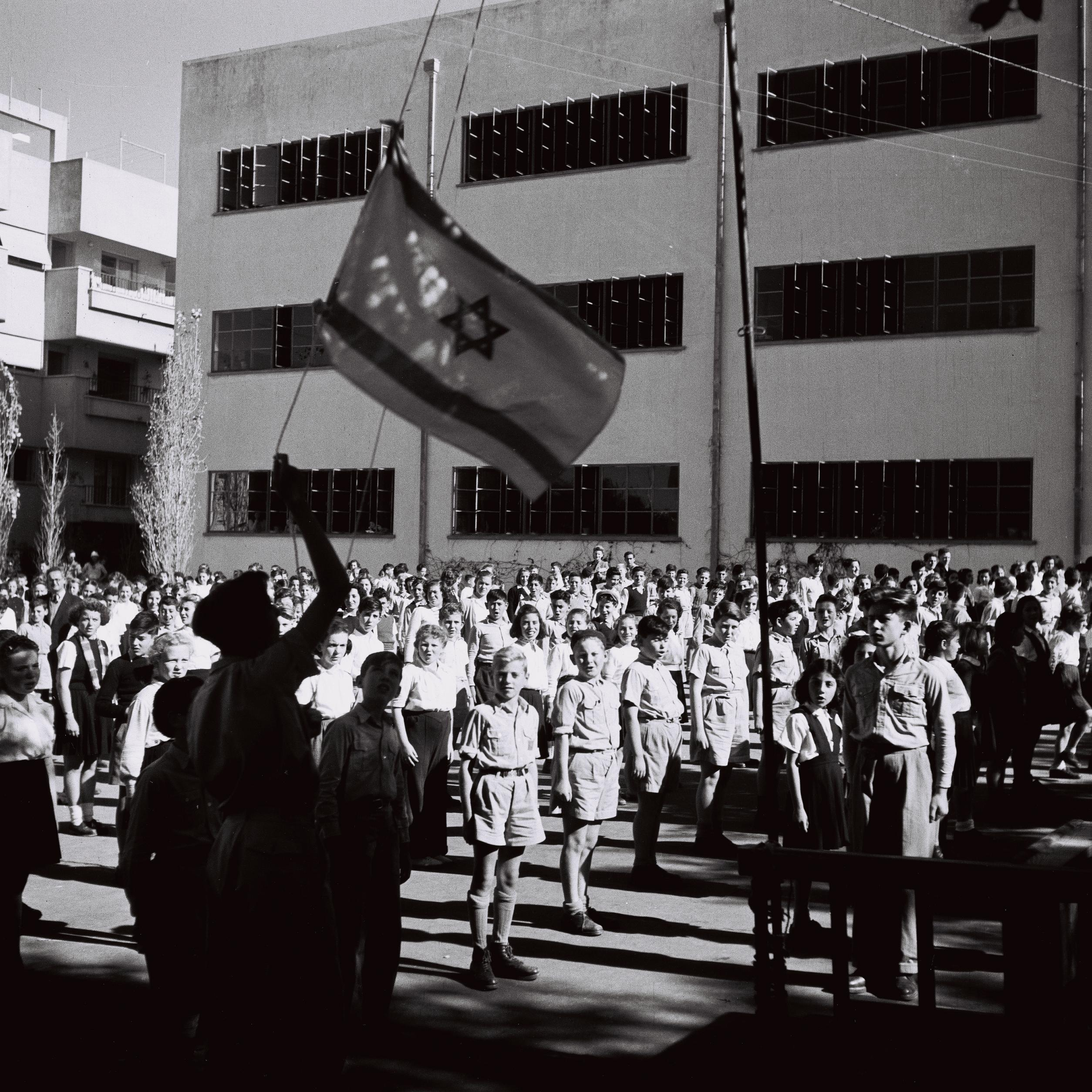
Hasteamento da bandeira do Yishuv em Tel Aviv, 1º de janeiro de 1948

Em 14 de maio de 1948, as únicas forças britânicas restantes na Palestina estavam na área de Haifa e em Jerusalém. No mesmo dia, a guarnição britânica em Jerusalém se retirou, e o último Alto Comissário, o General Sir Alan Cunningham, deixou a cidade em direção a Haifa, de onde deveria deixar o país por mar. A liderança judaica, liderada pelo futuro primeiro-ministro, David Ben-Gurion, declarou o estabelecimento de um Estado judeu em Eretz-Israel, a ser conhecido como Estado de Israel, na tarde de 14 de maio de 1948 (5 Iyar 5708 no calendário hebraico), para entrar em vigor no momento do término do mandato à meia-noite. Também no dia 14, o Governo Provisório de Israel solicitou ao Governo dos EUA o reconhecimento das fronteiras especificadas no Plano de Partilha da ONU. Os Estados Unidos responderam imediatamente, reconhecendo “o governo provisório como a autoridade de facto”.
À meia-noite de 14/15 de maio de 1948, o Mandato da Palestina expirou e o Estado de Israel foi criado. O Governo Palestino deixou formalmente de existir, o estatuto das forças britânicas ainda em processo de retirada de Haifa mudou para ocupantes de território estrangeiro, a Força Policial Palestina retirou-se formalmente e foi dissolvida, com o pessoal restante evacuado juntamente com as forças militares britânicas, o bloqueio britânico da Palestina foi levantado, e todos aqueles que tinham sido cidadãos palestinos deixaram de ser pessoas protegidas britânicas, com os passaportes britânicos palestinos a deixarem de dar proteção britânica. A expulsão e a fuga palestinas de 1948 ocorreram antes e depois do fim do Mandato.
Nos dias seguintes, aproximadamente 700 libaneses, 1.876 sírios, 4.000 iraquianos e 2.800 egípcios cruzaram as fronteiras para a Palestina, dando início à Guerra Árabe-Israelita de 1948. Cerca de 4.500 tropas transjordanianas, comandadas em parte por 38 oficiais britânicos que haviam renunciado às suas comissões no Exército Britânico apenas algumas semanas antes, incluindo o comandante geral, General John Bagot Glubb, entraram na região do corpus separatum que abrange Jerusalém e seus arredores (em resposta à Operação Kilshon da Haganá)  e se mudaram para áreas designadas como parte do estado árabe pelo plano de partição da ONU. A guerra, que duraria até 1949, veria Israel se expandir para abranger cerca de 78% do território do antigo Mandato Britânico, com a Transjordânia tomando e subsequentemente anexando a Cisjordânia e o Reino do Egito tomando a Faixa de Gaza. Com o fim do Mandato, as tropas britânicas restantes em Israel foram concentradas em um enclave na área do porto de Haifa, por onde estavam sendo retiradas, e na RAF Ramat David, que foi mantida para cobrir a retirada. Os britânicos entregaram a RAF Ramat David aos israelenses em 26 de maio e, em 30 de junho, as últimas tropas britânicas foram evacuadas de Haifa. A bandeira britânica foi baixada do edifício administrativo do Porto de Haifa e a bandeira israelita foi içada no seu lugar, e a área portuária de Haifa foi formalmente entregue às autoridades israelitas numa cerimónia.

## Política
A administração do Mandato estava oficialmente sob o Serviço do Governo Britânico, porém a Comissão Peel observou que ele não era confiável, tinha falta de pessoal e era excessivamente centralizado, e que o antagonismo racial entre judeus e árabes havia começado a afetar toda a Administração. A Agência Judaica e o Comitê Superior Árabe, que representavam os judeus e os árabes, respectivamente, tornaram-se governos paralelos, um caso de imperium in imperio.

### Comunidade árabe palestina
A resolução da Conferência de San Remo continha uma cláusula de salvaguarda para os direitos existentes das comunidades não judaicas. A conferência aceitou os termos do Mandato com referência à Palestina, no entendimento de que estava inserido no memorando um compromisso legal por parte do Poder Mandatário de que não implicaria a renúncia aos direitos até então desfrutados pelas comunidades não judaicas na Palestina. Os projetos de mandatos para a Mesopotâmia e a Palestina, e todos os tratados de paz do pós-guerra, continham cláusulas para a proteção de grupos religiosos e minorias. Os mandatos invocavam a jurisdição obrigatória do Tribunal Permanente de Justiça Internacional em caso de litígios.
O artigo 62 (LXII) do Tratado de Berlim, assinado em 13 de julho de 1878, tratava da liberdade religiosa e dos direitos civis e políticos em todas as partes do Império Otomano. As garantias têm sido frequentemente chamadas de "direitos religiosos" ou "direitos das minorias". Entretanto, as garantias incluíam a proibição da discriminação em questões civis e políticas. Diferenças de religião não poderiam ser alegadas contra nenhuma pessoa como motivo para exclusão ou incapacidade em questões relacionadas ao gozo de direitos civis ou políticos, admissão a empregos, funções e honras públicas, ou ao exercício de várias profissões e indústrias, "em qualquer localidade".
Uma análise jurídica realizada pela Corte Internacional de Justiça (CIJ) observou que o Pacto da Liga das Nações reconheceu provisoriamente as comunidades da Palestina como nações independentes. O mandato marcou simplesmente um período transitório, com o objetivo e a finalidade de levar o território sob mandato a tornar-se um Estado independente e autônomo. O juiz Higgins explicou que o povo palestino tem direito ao seu território, ao exercício da autodeterminação e ao direito de ter seu próprio Estado. " O Tribunal afirmou que as garantias específicas relativas à liberdade de circulação e ao acesso aos Locais Sagrados contidas no Tratado de Berlim (1878) foram preservadas nos termos do Mandato da Palestina e de um capítulo do Plano de Partilha das Nações Unidas para a Palestina.
Segundo o historiador Rashid Khalidi, o mandato ignorou os direitos políticos dos árabes.  A liderança árabe pressionou repetidamente os britânicos para que lhes concedessem direitos nacionais e políticos, como um governo representativo, sobre os direitos nacionais e políticos judaicos nos 23% restantes do Mandato da Palestina, que os britânicos haviam reservado para uma pátria judaica. Os árabes lembraram aos britânicos os Quatorze Pontos do Presidente Wilson e as promessas britânicas durante a Primeira Guerra Mundial. Os britânicos, no entanto, fizeram da aceitação dos termos do mandato uma pré-condição para qualquer mudança na posição constitucional dos árabes. Um conselho legislativo foi proposto na Ordem Palestina em Conselho, de 1922, que implementou os termos do mandato. Afirmava que: "Nenhuma Portaria será aprovada que seja de alguma forma repugnante ou inconsistente com as disposições do Mandato". Para os árabes, este decreto era inaceitável, semelhante a um "auto-assassinato".  Como resultado, os árabes boicotaram as eleições para o Conselho realizadas em 1923, que foram posteriormente anuladas. Durante o período entre guerras, os britânicos rejeitaram o princípio da regra da maioria ou qualquer outra medida que desse aos árabes o controlo do governo. 
Os termos do mandato exigiam o estabelecimento de instituições autônomas na Palestina e na Transjordânia. Em 1947, o Secretário de Estado dos Negócios Estrangeiros, Ernest Bevin, admitiu que, durante os vinte e cinco anos anteriores, os britânicos tinham feito o seu melhor para promover as aspirações legítimas das comunidades judaicas sem prejudicar os interesses dos árabes, mas não tinham conseguido "garantir o desenvolvimento de instituições autónomas" de acordo com os termos do Mandato.

#### Liderança árabe palestina e aspirações nacionais
Sob o Mandato Britânico, o cargo de "Mufti de Jerusalém", tradicionalmente limitado em autoridade e escopo geográfico, foi remodelado no de "Grão-Mufti da Palestina". Além disso, um Conselho Supremo Muçulmano (CMS) foi estabelecido e recebeu várias funções, como a administração de dotações religiosas e a nomeação de juízes religiosos e muftis locais. Na época otomana, essas funções eram cumpridas pela burocracia imperial em Constantinopla (Istambul). Nas relações com os árabes palestinos, os britânicos negociaram com a elite e não com as classes média ou baixa.  Eles escolheram Hajj Amin al-Husseini para se tornar Grande Mufti, embora ele fosse jovem e tivesse recebido o menor número de votos dos líderes islâmicos de Jerusalém.  Um dos rivais do mufti, Raghib Bey al-Nashashibi, já havia sido nomeado prefeito de Jerusalém em 1920, substituindo Musa Kazim, que os britânicos removeram após os distúrbios de Nabi Musa em 1920,  durante os quais ele exortou a multidão a dar seu sangue pela Palestina.  Durante todo o período do Mandato, mas especialmente durante a segunda metade, a rivalidade entre o mufti e al-Nashashibi dominou a política palestina. Khalidi atribui o fracasso dos líderes palestinos em angariar apoio em massa ao facto de terem feito parte da elite governante e de estarem habituados a que as suas ordens fossem obedecidas; assim, a ideia de mobilizar as massas era-lhes desconhecida. 

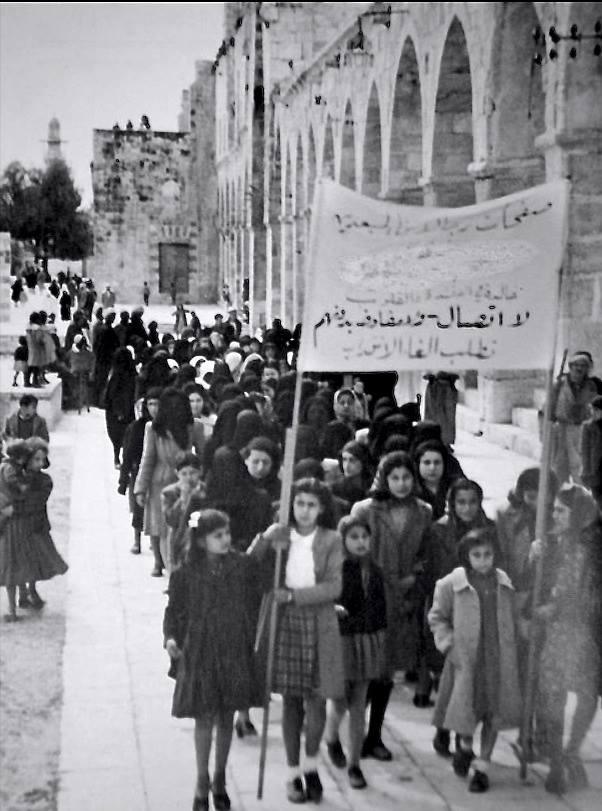
Um protesto de 1930 em Jerusalém contra o Mandato Britânico por mulheres árabes. A placa diz: "Sem diálogo, sem negociações até o término do Mandato".

Sobre a rivalidade entre Husseini e Nashashibi, um editorial do jornal Falastin, em língua árabe, na década de 1920, comentou: 
O espírito de faccionalismo penetrou na maioria dos níveis da sociedade; pode-se vê-lo entre jornalistas, estagiários e a base. Se você perguntar a qualquer um: quem ele apoia? A resposta será com orgulho: Husseini ou Nashasibi, ou… começará a despejar sua ira contra o campo oposto da maneira mais repulsiva.
Já houve tumultos, ataques e massacres de judeus em 1921 e 1929. Durante a década de 1930, o descontentamento popular árabe palestino com a imigração judaica cresceu. No final da década de 1920 e início da década de 1930, várias facções da sociedade palestina, especialmente as da geração mais jovem, ficaram impacientes com as divisões internas e a ineficácia da elite palestina e se envolveram em ativismo antibritânico e antisionista de base, organizado por grupos como a Associação de Jovens Muçulmanos. Também houve apoio ao Partido da Independência nacionalista radical (Hizb al-Istiqlal), que pediu um boicote aos britânicos à maneira do Partido do Congresso Indiano. Alguns foram para as colinas para lutar contra os britânicos e os judeus. A maioria dessas iniciativas foi contida e derrotada por notáveis a soldo da Administração Obrigatória, particularmente o mufti e seu primo Jamal al-Husseini. Uma greve geral de seis meses em 1936 marcou o início da grande Revolta Árabe. 

#### Jornalismo árabe palestino
Depois que a imprensa árabe palestina durante o período otomano foi suprimida devido à eclosão da Primeira Guerra Mundial em 1914, apenas dois dos três principais jornais da era otomana foram reabertos durante o período do mandato, Al-Karmil e Falastin. Durante esse período, a imprensa se tornou mais diversificada e refletiu cada vez mais diferentes facções políticas e consciências nacionais. De acordo com um inquérito realizado em meados da década de 1930, mais de 250 jornais árabes e 65 em outras línguas circulavam na Palestina sob Mandato.  Vinte jornais foram criados em Jerusalém, seis em Jafa, doze em Haifa e outros em Belém, Gaza e Tulcarém. 

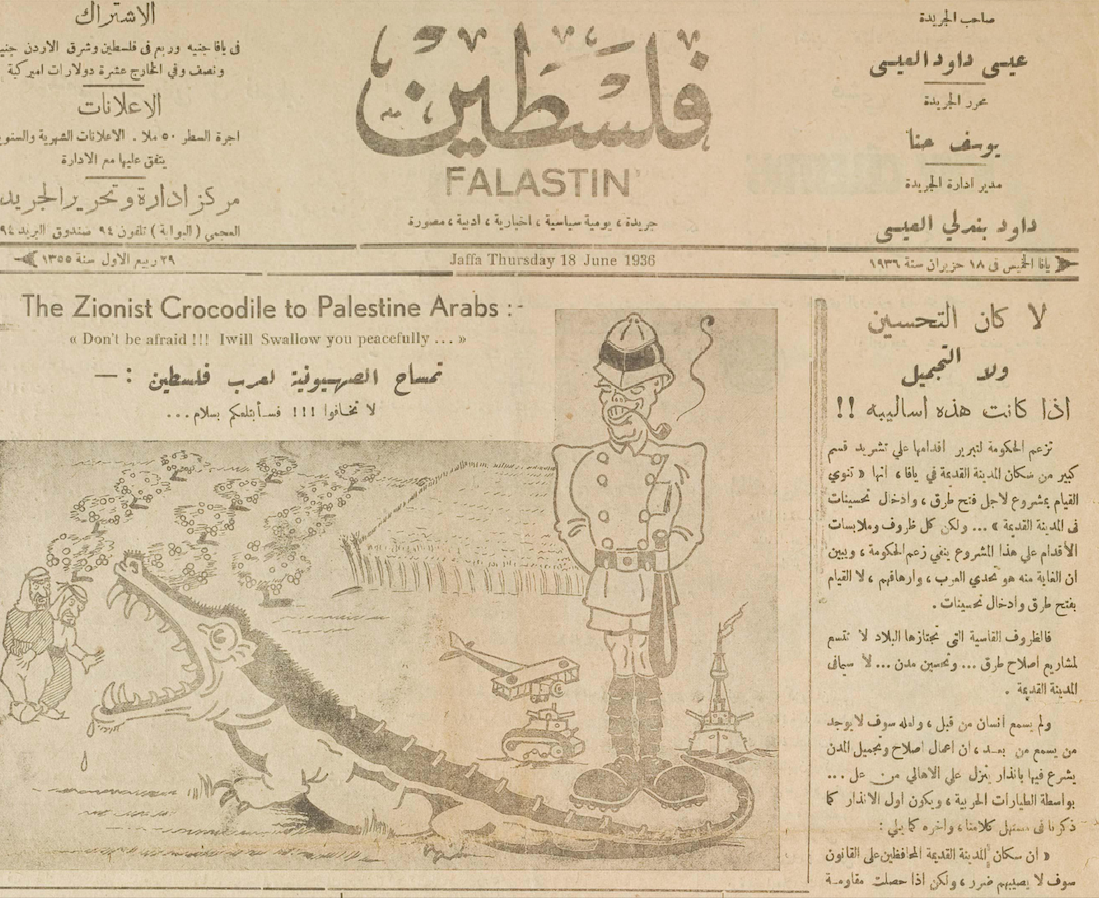
O jornal Falastin, de propriedade de cristãos árabes palestinos, publicou uma caricatura em sua edição de 18 de junho de 1936, mostrando o sionismo como um crocodilo sob a proteção de um oficial britânico dizendo aos árabes palestinos: "não tenham medo!!! Eu os engolirei pacificamente…"

A Lei de Imprensa Otomana, que determinava o licenciamento e a submissão de traduções às autoridades governamentais, foi adotada pelos britânicos, mas eles raramente interferiram até os distúrbios palestinos de 1929, que viram confrontos violentos entre árabes e sionistas e levaram à radicalização dos jornais árabes. Em 1934, foi criado em Jafa um jornal franco chamado Al-Difa' (A Defesa), que estava associado ao Hizb Al-Istiqlal (O Partido da Independência).  Falastin e Al-Difa' tornaram-se os dois jornais diários mais importantes durante o período do mandato, e uma rivalidade desenvolveu-se entre os dois, o que levou a melhorias na sua qualidade. 
Muitos dos editores e proprietários de jornais eram membros de organizações políticas e usavam as suas publicações para mobilizar o público.  A atitude das autoridades britânicas em relação à imprensa palestina foi inicialmente tolerante, já que avaliaram que seu impacto na vida pública era mínimo, mas medidas restritivas foram logo introduzidas de forma crescente. Uma nova Lei de Publicações foi promulgada em 1933, dando às autoridades britânicas o poder de revogar licenças de publicação, suspender jornais e punir jornalistas. Foram emitidos regulamentos que restringiram ainda mais a liberdade de imprensa. Muitas publicações importantes foram suspensas por longos períodos entre 1937 e 1938, incluindo Falastin, Al-Difa e Al-Liwa . Após a eclosão da Segunda Guerra Mundial, leis de emergência foram promulgadas e os britânicos fecharam quase todos os jornais, com exceção do Falastin e do Al-Difa, devido à moderação do seu tom e à publicação de notícias censuradas. 

### Comunidade judaica
A conquista da Síria Otomana pelas forças britânicas em 1917 encontrou uma comunidade mista na região, com a Palestina, a parte sul da Síria Otomana, contendo uma população mista de muçulmanos, cristãos, judeus e drusos. Neste período, a comunidade judaica (Yishuv) na Palestina era composta por comunidades judaicas tradicionais nas cidades (o Antigo Yishuv), que existiam há séculos, e pelas comunidades agrícolas sionistas recentemente estabelecidas (o Novo Yishuv), estabelecidas desde a década de 1870. Com o estabelecimento do Mandato, a comunidade judaica na Palestina formou a Comissão Sionista para representar seus interesses.
Em 1929, a Agência Judaica para a Palestina assumiu da Comissão Sionista suas funções de representação e administração da comunidade judaica. Durante o período do Mandato, a Agência Judaica era uma organização quase governamental que atendia às necessidades administrativas da comunidade judaica. A sua liderança foi eleita por judeus de todo o mundo por representação proporcional. A Agência Judaica foi encarregada de facilitar a imigração judaica para a Palestina, a compra de terras e o planejamento das políticas gerais da liderança sionista. Administrou escolas e hospitais e formou a Haganá. As autoridades britânicas ofereceram-se para criar uma agência árabe semelhante, mas esta oferta foi rejeitada pelos líderes árabes.
Em resposta aos numerosos ataques árabes às comunidades judaicas, a Haganá, uma organização paramilitar judaica, foi formada em 15 de junho de 1920 para defender os residentes judeus. As tensões levaram a distúrbios violentos generalizados em várias ocasiões, nomeadamente em 1921 (ver motins de Jafa), 1929 (principalmente ataques violentos de árabes contra judeus) – ver Massacre de Hebrom em 1929) e 1936–1939. A partir de 1936, grupos judaicos como Etzel (Irgun) e Lehi (Stern Gang) conduziram campanhas de violência contra alvos militares britânicos e árabes.

#### Imigração judaica
Durante o Mandato, o Yishuv cresceu de um sexto para quase um terço da população. De acordo com registos oficiais, 367.845 judeus e 33.304 não judeus imigraram legalmente entre 1920 e 1945. Estimou-se que mais 50 a 60 mil judeus e um número marginal de árabes, estes últimos principalmente numa base sazonal, imigraram ilegalmente durante este período. A imigração foi responsável pela maior parte do aumento da população judaica, enquanto o aumento da população não judaica foi em grande parte natural. Dos imigrantes judeus, em 1939 a maioria veio da Alemanha e da Tchecoslováquia, mas entre 1940 e 1944 a maioria veio da Romênia e da Polônia, com mais 3.530 imigrantes a chegarem do Iémen durante o mesmo período.

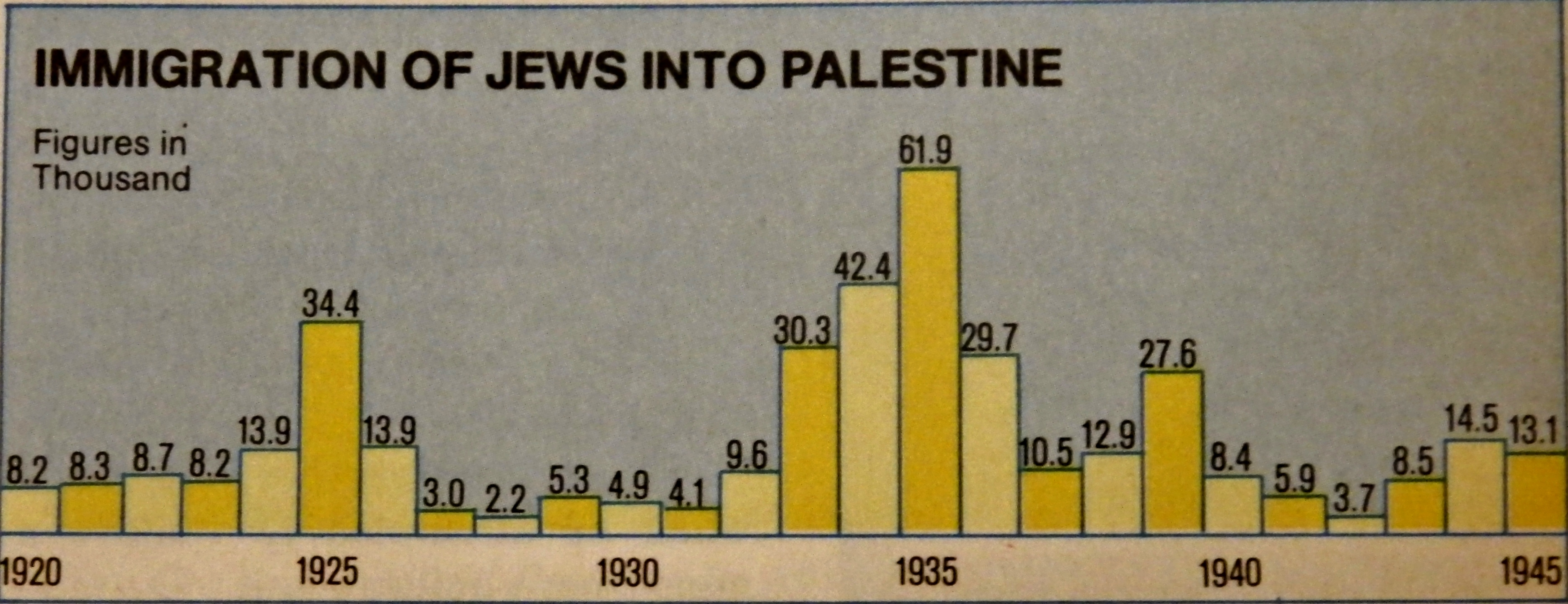
Imigração judaica para a Palestina Obrigatória de 1920 a 1945

Inicialmente, a imigração judaica para a Palestina encontrou pouca oposição dos árabes palestinos. Entretanto, à medida que o antissemitismo cresceu na Europa durante o final do século XIX e início do século XX, a imigração judaica (principalmente da Europa) para a Palestina começou a aumentar significativamente. Combinado com o crescimento do nacionalismo árabe na região e o aumento dos sentimentos antijudaicos, o crescimento da população judaica criou muito ressentimento árabe. O governo britânico impôs limitações à imigração judaica para a Palestina. Essas cotas eram controversas, principalmente nos últimos anos do domínio britânico, e tanto árabes quanto judeus não gostavam da política, cada um por seus próprios motivos.

Os imigrantes judeus deveriam receber cidadania palestina:
Artigo 7.º. A Administração da Palestina será responsável por promulgar uma lei de nacionalidade. Esta lei incluirá disposições elaboradas de forma a facilitar a aquisição da cidadania palestina por judeus que fixem residência permanente na Palestina.

#### Lar nacional judaico
Em 1919, o secretário-geral (e futuro presidente) da Organização Sionista, Nahum Sokolow, publicou História do Sionismo (1600–1918). Ele também representou a Organização Sionista na Conferência de Paz de Paris.
O objetivo do sionismo é estabelecer para o povo judeu um lar na Palestina, garantido por lei pública." […] Tem sido dito, e ainda é obstinadamente repetido pelos antissionistas, que o sionismo visa a criação de um "Estado Judeu" independente. Mas isso é falacioso. O "Estado Judeu" nunca fez parte do programa sionista. O Estado Judeu foi o título do primeiro panfleto de Herzl, que teve o mérito supremo de forçar as pessoas a pensar. Este panfleto foi seguido pelo primeiro Congresso Sionista, que aceitou o programa de Basileia — o único programa existente. – Nahum Sokolow, História do Sionismo
Um dos objetivos da administração britânica era dar efeito à Declaração Balfour, que também estava estabelecida no preâmbulo do mandato, da seguinte forma:
Considerando que as principais potências aliadas também concordaram que o Mandatário deveria ser responsável por colocar em vigor a declaração originalmente feita em 2 de novembro de 1917, pelo Governo de Sua Majestade Britânica, e adotada pelas referidas potências, em favor do estabelecimento na Palestina de um lar nacional para o povo judeu, sendo claramente entendido que nada deveria ser feito que pudesse prejudicar os direitos civis e religiosos das comunidades não judaicas existentes na Palestina, ou os direitos e o status político desfrutados pelos judeus em qualquer outro país.
O Comitê Especial das Nações Unidas para a Palestina disse que o Lar Nacional Judaico, que derivou da formulação das aspirações sionistas no programa de Basiléia de 1897, provocou muitas discussões sobre seu significado, escopo e caráter legal, especialmente porque não tinha conotação legal conhecida e não há precedentes no direito internacional para sua interpretação. Foi usado na Declaração Balfour e no Mandato, ambos prometendo o estabelecimento de um "Lar Nacional Judaico" sem, contudo, definir seu significado. Uma declaração sobre a "Política Britânica na Palestina", emitida em 3 de junho de 1922 pelo Escritório Colonial, deu uma interpretação restritiva à Declaração de Balfour. A declaração dizia que o governo britânico não contemplava "o desaparecimento ou a subordinação da população, língua ou costumes árabes na Palestina" ou "a imposição da nacionalidade judaica aos habitantes da Palestina como um todo", e deixou claro que, aos olhos da Potência Mandatária, o Lar Nacional Judaico deveria ser fundado na Palestina e não que a Palestina como um todo deveria ser convertida em um Lar Nacional Judaico. O Comitê observou que a construção, que restringiu consideravelmente o âmbito da Casa Nacional, foi feita antes da confirmação do Mandato pelo Conselho da Liga das Nações e foi formalmente aceite na altura pelo Executivo da Organização Sionista. Em março de 1930, Lord Passfield, o Secretário de Estado para as Colônias, escreveu um Documento de Gabinete que dizia:
Na Declaração de Balfour, não há qualquer sugestão de que os judeus devam receber uma posição especial ou privilegiada na Palestina em comparação com os habitantes árabes do país, ou que as reivindicações dos palestinos de desfrutar de autogoverno (sujeitas à prestação de aconselhamento e assistência administrativa por um Mandatário, conforme previsto no Artigo XXII do Pacto) devam ser restringidas a fim de facilitar o estabelecimento na Palestina de um Lar Nacional para o povo judeu. […] Líderes sionistas não esconderam e não escondem sua oposição à concessão de qualquer medida de autogoverno ao povo da Palestina, seja agora ou por muitos anos. Alguns deles chegam a afirmar que essa disposição do Artigo 2 do Mandato constitui um obstáculo ao cumprimento da demanda dos árabes por qualquer medida de autogoverno. Em vista das disposições do Artigo XXII do Pacto e das promessas feitas aos árabes em diversas ocasiões, essa alegação é inadmissível.
A Comissão de Mandatos Permanentes da Liga das Nações assumiu a posição de que o Mandato continha uma obrigação dupla. Em 1932, a Comissão de Mandatos questionou o representante do Mandatário sobre as demandas feitas pela população árabe quanto ao estabelecimento de instituições autônomas, de acordo com vários artigos do mandato, e em particular o Artigo 2. O presidente observou que “nos termos do mesmo artigo, o Poder mandatário já havia criado há muito tempo o Lar Nacional Judaico”.
Em 1937, a Comissão Peel, uma Comissão Real Britânica liderada pelo Conde Peel, propôs resolver o conflito árabe-judaico dividindo a Palestina em dois estados. Os dois principais líderes judeus, Chaim Weizmann e David Ben-Gurion, convenceram o Congresso Sionista a aprovar de forma equivocada as recomendações de Peel como base para mais negociações. O Cônsul Geral dos EUA em Jerusalém disse ao Departamento de Estado que o Mufti havia recusado o princípio da partição e se recusou a considerá-lo. O cônsul disse que o emir Abdalá pediu aceitação, alegando que as realidades devem ser enfrentadas, mas queria modificações nas fronteiras propostas e nas administrações árabes no enclave neutro. O Cônsul também observou que Nashashibi contornou o princípio, mas estava disposto a negociar modificações favoráveis.
Uma coleção de correspondência privada publicada por David Ben Gurion continha uma carta escrita em 1937 que explicava que ele era a favor da partição porque não imaginava um estado judeu parcial como o fim do processo. Ben Gurion escreveu: "O que queremos não é que o país seja unido e completo, mas que o país unido e completo seja judeu". Ele explicou que um exército judeu de primeira classe permitiria que os sionistas se estabelecessem no resto do país com ou sem o consentimento dos árabes. Benny Morris disse que tanto Chaim Weizmann como David Ben Gurion viam a partição como um trampolim para uma maior expansão e para a eventual tomada de toda a Palestina. O antigo ministro dos Negócios Estrangeiros israelita e historiador Schlomo Ben Ami escreve que 1937 foi o mesmo ano em que os "Batalhões de Campo" sob o comando de Yitzhak Sadeh escreveram o "Plano Avner", que antecipou e lançou as bases para o que se tornaria em 1948, o Plano D. Previa ir muito além de quaisquer fronteiras contidas nas propostas de partilha existentes e planeou a conquista da Galileia, da Cisjordânia e de Jerusalém.
Em 1942, o Programa Biltmore foi adotado como plataforma da Organização Sionista Mundial. Exigiu "que a Palestina fosse estabelecida como uma Comunidade Judaica".
Em 1946, uma Comissão de Inquérito Anglo-Americana observou que a exigência de um Estado judeu ia além das obrigações da Declaração Balfour ou do Mandato e tinha sido expressamente rejeitada pelo Presidente da Agência Judaica tão recentemente como em 1932. Posteriormente, a Agência Judaica se recusou a aceitar o Plano Morrison-Grady como base para discussão. Um porta-voz da agência, Eliahu Epstein, disse ao Departamento de Estado dos EUA que a Agência não poderia comparecer à conferência de Londres se a proposta Grady-Morrison estivesse na pauta. Ele afirmou que a Agência não estava disposta a ser colocada em uma posição na qual teria que chegar a um acordo entre as propostas Grady-Morrison, por um lado, e seu próprio plano de partição, por outro. Ele afirmou que a Agência aceitou a partilha como a solução para a Palestina, que ela favorecia.

### Propriedade da terra

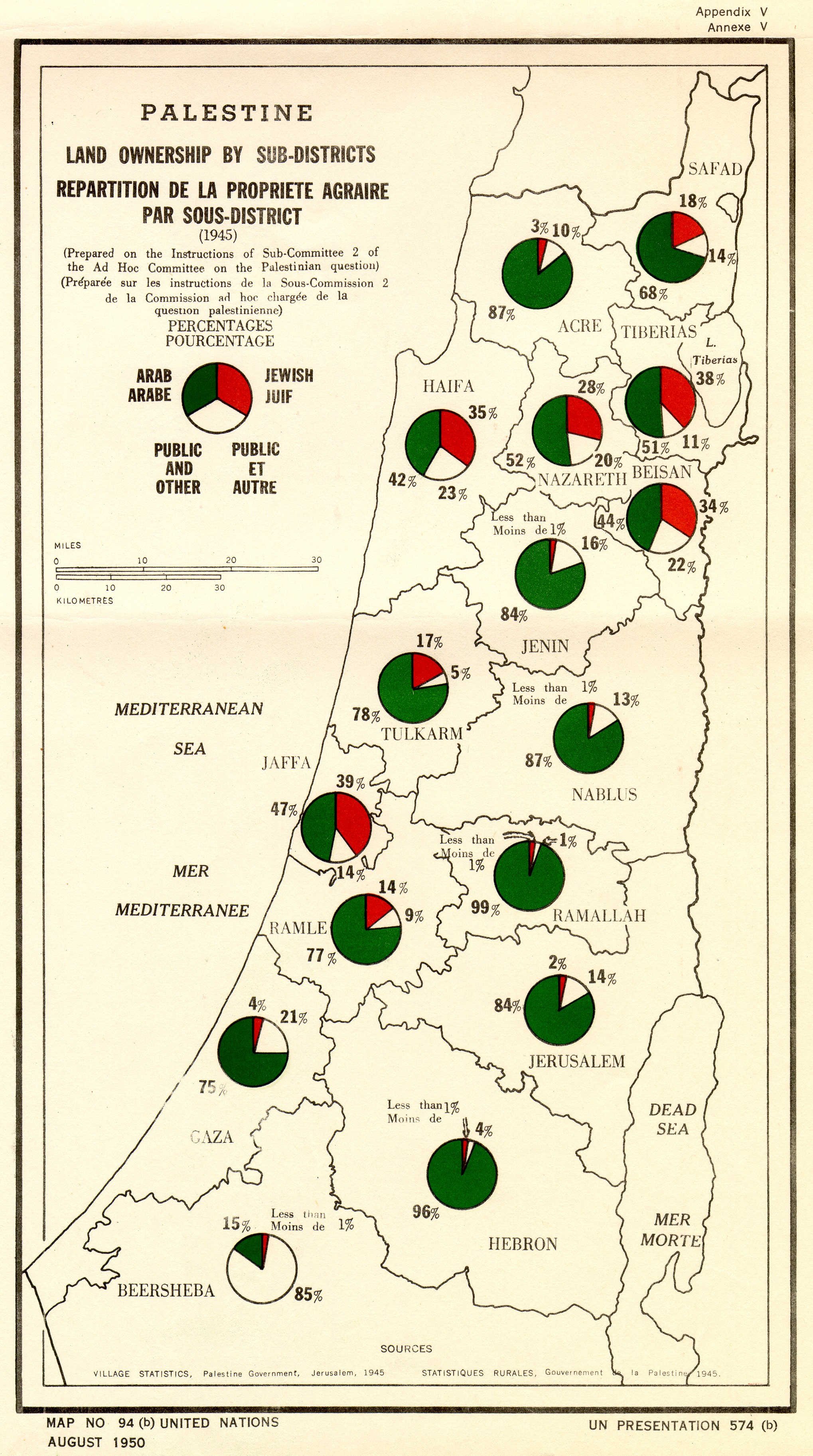
Mapa da propriedade de terras palestinas por subdistrito (1945), publicado originalmente nas Village Statistics, 1945

Após a transição para o domínio britânico, grande parte das terras agrícolas na Palestina (cerca de um terço de todo o território) ainda pertencia aos mesmos proprietários de terras do domínio otomano, principalmente clãs árabes poderosos e xeques muçulmanos locais. Outras terras foram ocupadas por organizações cristãs estrangeiras (principalmente a Igreja Ortodoxa Grega), bem como por organizações judaicas privadas e sionistas e, em menor grau, por pequenas minorias de bahá'ís, samaritanos e circassianos.

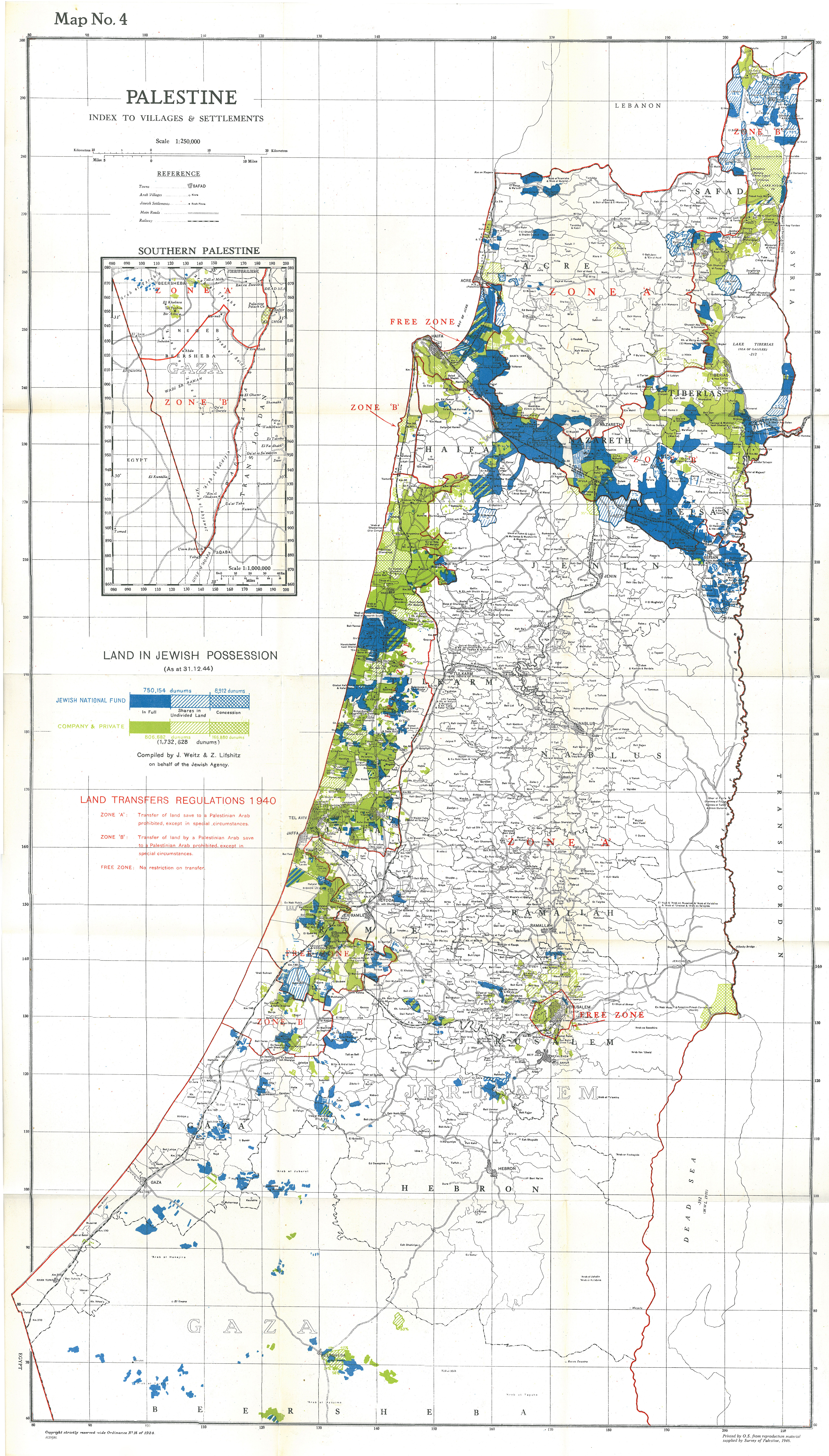
Índice palestino de aldeias e assentamentos, mostrando terras em posse judaica em 31 de dezembro de 1944

Em 1931, o território do Mandato Britânico da Palestina era de 26.625.600 dunams (26.625,6 km2), dos quais 8.252.900 dunams (8.252,9 km2) ou 33% eram aráveis.  As estatísticas oficiais mostram que os judeus possuíam privada e coletivamente 1.393.531 dunams (1.393,53 km2), ou 5,23% do total da Palestina em 1945.  As terras agrícolas de propriedade dos judeus estavam localizadas em grande parte na Galileia e ao longo da planície costeira. As estimativas do volume total de terras que os judeus compraram até 15 de maio de 1948 são complicadas por transferências de terras ilegais e não registradas, bem como pela falta de dados sobre concessões de terras da administração palestina após 31 de março de 1936. Segundo Avneri, os judeus possuíam 1.850.000 dunams (1.850 km2) de terra em 1947, ou 6,94% do total.  Stein dá a estimativa de 2.000.000 dunams (2.000 km2) em maio de 1948, ou 7,51% do total.  Segundo Fischbach, em 1948, os judeus e as empresas judaicas possuíam 20% de todas as terras cultiváveis do país.
De acordo com Clifford A. Wright, no final do período do Mandato Britânico em 1948, os agricultores judeus cultivavam 425.450 dunams de terra, enquanto os agricultores palestinos tinham 5.484.700 dunams de terra em cultivo. A estimativa da ONU de 1945 mostra que a propriedade árabe de terras aráveis era em média 68% de um distrito, variando de 15% no distrito de Berseba a 99% no distrito de Ramallah. Estes dados não podem ser totalmente compreendidos sem serem comparados com os dos países vizinhos: no Iraque, por exemplo, ainda em 1951, apenas 0,3 por cento das terras registadas (ou 50 por cento do montante total) eram classificadas como "propriedade privada".

#### Propriedade de terras por distrito
A tabela a seguir mostra a propriedade de terras obrigatória da Palestina em 1945 por distrito:
| Haifa                                       | Haifa      | 42% | 35% | 23% |
| Galiléia                                    | Acre       | 87% | 3%  | 10% |
| Galiléia                                    | Bete-Seã   | 44% | 34% | 22% |
| Galiléia                                    | Nazaré     | 52% | 28% | 20% |
| Galiléia                                    | Safed      | 68% | 18% | 14% |
| Galiléia                                    | Tiberíades | 51% | 38% | 11% |
| Lida                                        | Jafa       | 47% | 39% | 14% |
| Lida                                        | Ramla      | 77% | 14% | 9%  |
| Samaria                                     | Jenim      | 84% | <1% | 16% |
| Samaria                                     | Nablus     | 87% | <1% | 13% |
| Samaria                                     | Tulcarém   | 78% | 17% | 5%  |
| Jerusalém                                   | Hebrom     | 96% | <1% | 4%  |
| Jerusalém                                   | Jerusalém  | 84% | 2%  | 14% |
| Jerusalém                                   | Ramala     | 99% | <1% | 1%  |
| Gaza                                        | Bersebá    | 15% | <1% | 85% |
| Gaza                                        | Gaza       | 75% | 4%  | 21% |
| Dados da Propriedade de Terras da Palestina |            |     |     |     |

#### Propriedade de terras por corporação
A tabela abaixo mostra a propriedade de terras da Palestina por grandes corporações judaicas (em quilômetros quadrados) em 31 de dezembro de 1945.
| JNF                                                   | 660,10 |
| PICA                                                  | 193,70 |
| Palestine Land Development Co. Ltd.                   | 9,70   |
| Hemnuta Ltd                                           | 16,50  |
| Africa Palestine Investment Co. Ltd.                  | 9,90   |
| Bayside Land Corporation Ltd.                         | 8,50   |
| Palestine Kupat Am. Bank Ltd.                         | 8,40   |
| Total                                                 | 906,80 |
| Os dados são do Survey of Palestine (vol. I, p. 245). |        |

#### Propriedade da terra por tipo
A terra era propriedade privada e colectiva de judeus, árabes e outros ou pertencia ao domínio governamental que incluía aproximadamente metade do território total da Palestina Mandatária.:257 Foi classificada como urbana, rural, cultivável (cultivada) e não cultivável no Levantamento da Palestina (1946).
| Urbana | 76,66     | 70,11    | 146,77    |
| Rural construída | 36,85     | 42,33    | 79,18     |
| Cereais (tributáveis) | 5 503,18  | 814,10   | 6 317,29  |
| Cereais (não tributáveis) | 900,29    | 51,05    | 951,34    |
| Plantação | 1 079,79  | 95,51    | 1 175,30  |
| Cítrica | 145,57    | 141,19   | 286,76    |
| Banana | 2,30      | 1,43     | 3,73      |
| Incultivável | 16 925,81 | 298,52   | 17 224,33 |
| Total | 24 670,46 | 1 514,25 | 26 184,70 |
| Os dados são do Survey of Palestine (vol. II, p. 566). No final de 1946, a propriedade judaica aumentou para 1624 km2. A propriedade árabe/não judaica inclui terras pertencentes ao governo. |           |          |           |

#### Lista de leis obrigatórias de terras

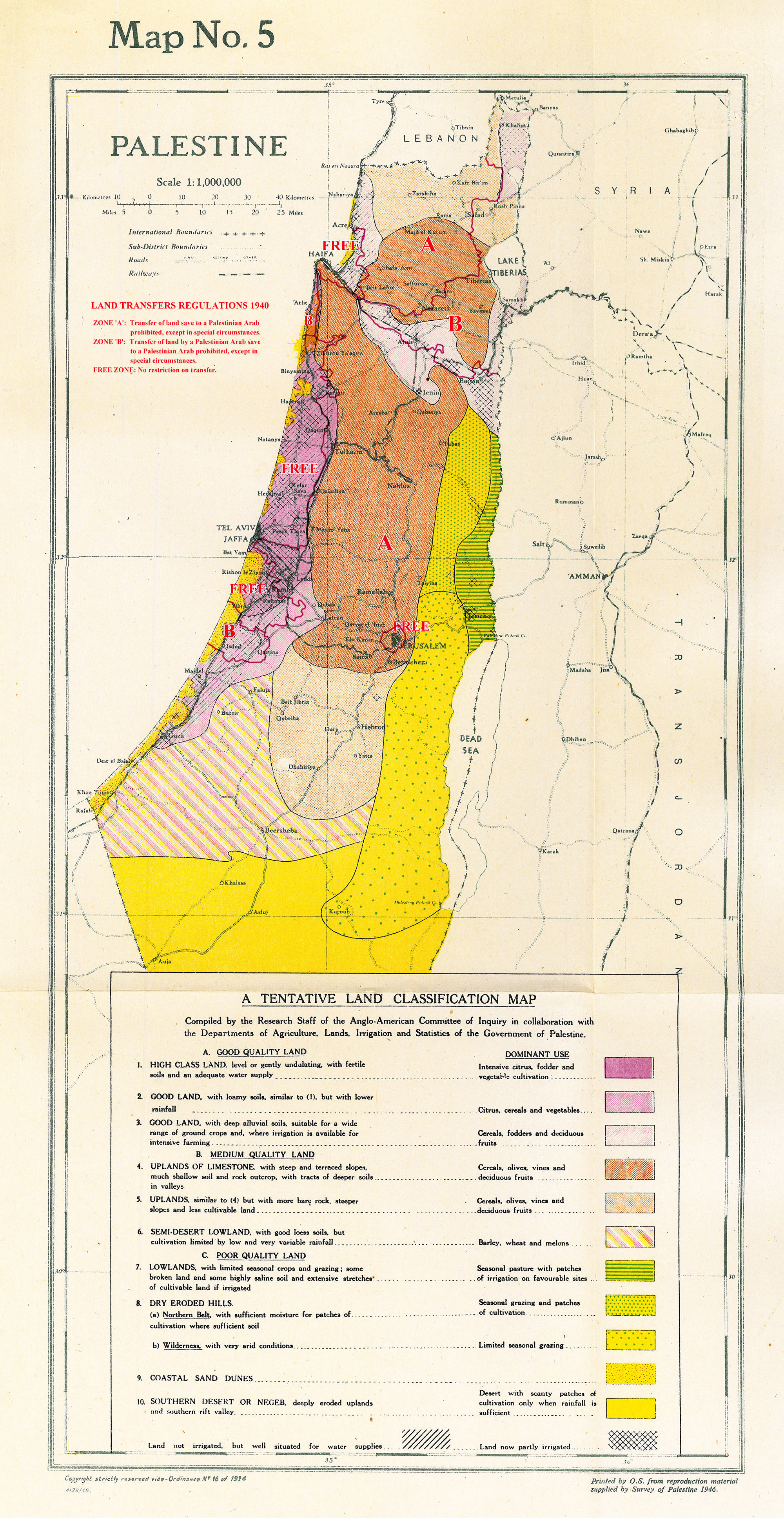
Classificação de terras conforme prescrito em 1940

- Portaria de Transferência de Terras de 1920
- Portaria de correção de registros de terras de 1926
- Portaria de Liquidação de Terras de 1928
- Regulamentos de Transferência de Terras de 1940

Em fevereiro de 1940, o Governo Britânico da Palestina promulgou o Regulamento de Transferência de Terras, que dividiu a Palestina em três regiões, com diferentes restrições à venda de terras aplicadas a cada uma delas. Na Zona "A", que incluía toda a região montanhosa da Judeia, certas áreas no subdistrito de Jafa e no distrito de Gaza, e a parte norte do subdistrito de Bersebá, novos acordos para venda de terras que não fossem para árabes palestinos foram proibidos sem a permissão do Alto Comissário. Na Zona "B", que incluía o Vale de Jizreel, a Galileia oriental, uma parcela da planície costeira ao sul de Haifa, uma região a nordeste do Distrito de Gaza e a parte sul do subdistrito de Berseba, a venda de terras por um árabe palestino era proibida, exceto para um árabe palestino com exceções semelhantes. Na "zona livre", que consistia na Baía de Haifa, na planície costeira de Zikhron Ya'akov a Yibna e nos arredores de Jerusalém, não havia restrições. A razão dada para os regulamentos foi que o Mandatário era obrigado a "garantir que os direitos e posições de outros sectores da população não fossem prejudicados", e uma afirmação de que "tais transferências de terras devem ser restringidas se os cultivadores árabes quiserem manter o seu nível de vida actual e se uma considerável população árabe sem terra não for criada em breve"

## Demografia

### Censos e estimativas britânicos

Rua em As-Salt na década de 1920

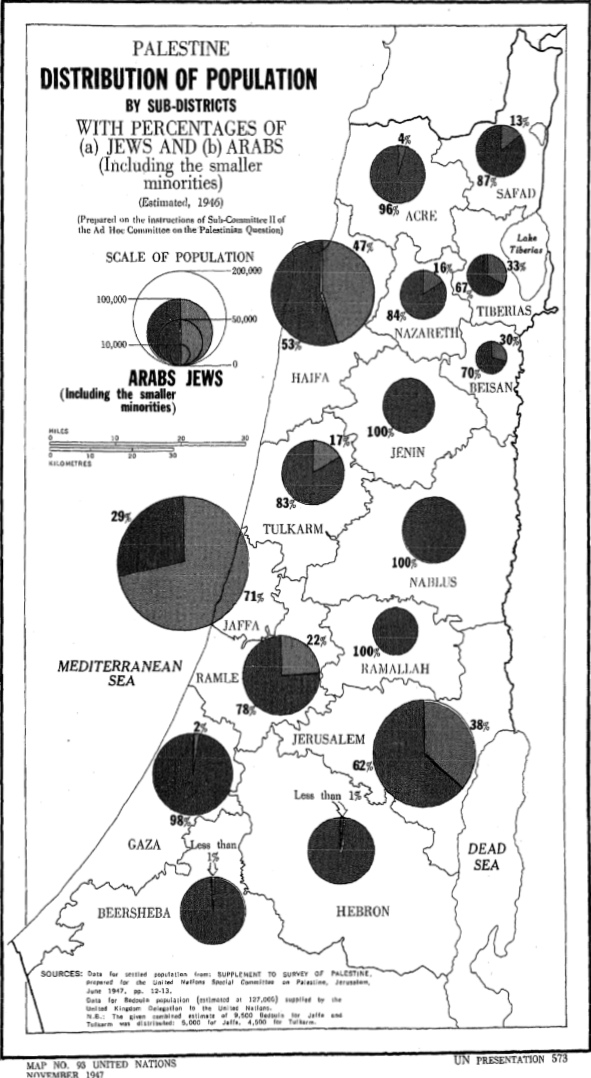
Distribuição populacional perto do fim do mandato

Em 1920, a maioria das cerca de 750,000 pessoas nesta região multiétnica eram muçulmanos de língua árabe, incluindo uma população beduína (estimada em 103,331 na época do censo de 1922 e concentrada na área de Bersebá e na região ao sul e a leste dela), bem como judeus (que representavam cerca de 11% do total) e grupos menores de drusos, sírios, sudaneses, somalis, circassianos, egípcios, coptas, gregos e árabes hejazi:
- O primeiro censo de 1922 mostrou uma população de 757,182, dos quais 78% eram muçulmanos, 11% judeus e 10% cristãos.[181]
- O segundo censo, de 1931, deu uma população total de 1,035,154, dos quais 73,4% eram muçulmanos, 16,9% judeus e 8,6% cristãos.[181]

Uma discrepância entre os dois censos e os registos de nascimentos, mortes e imigração levou os autores do segundo censo a postular a imigração ilegal de cerca de 9.000 judeus e 4.000 árabes durante os anos seguintes.

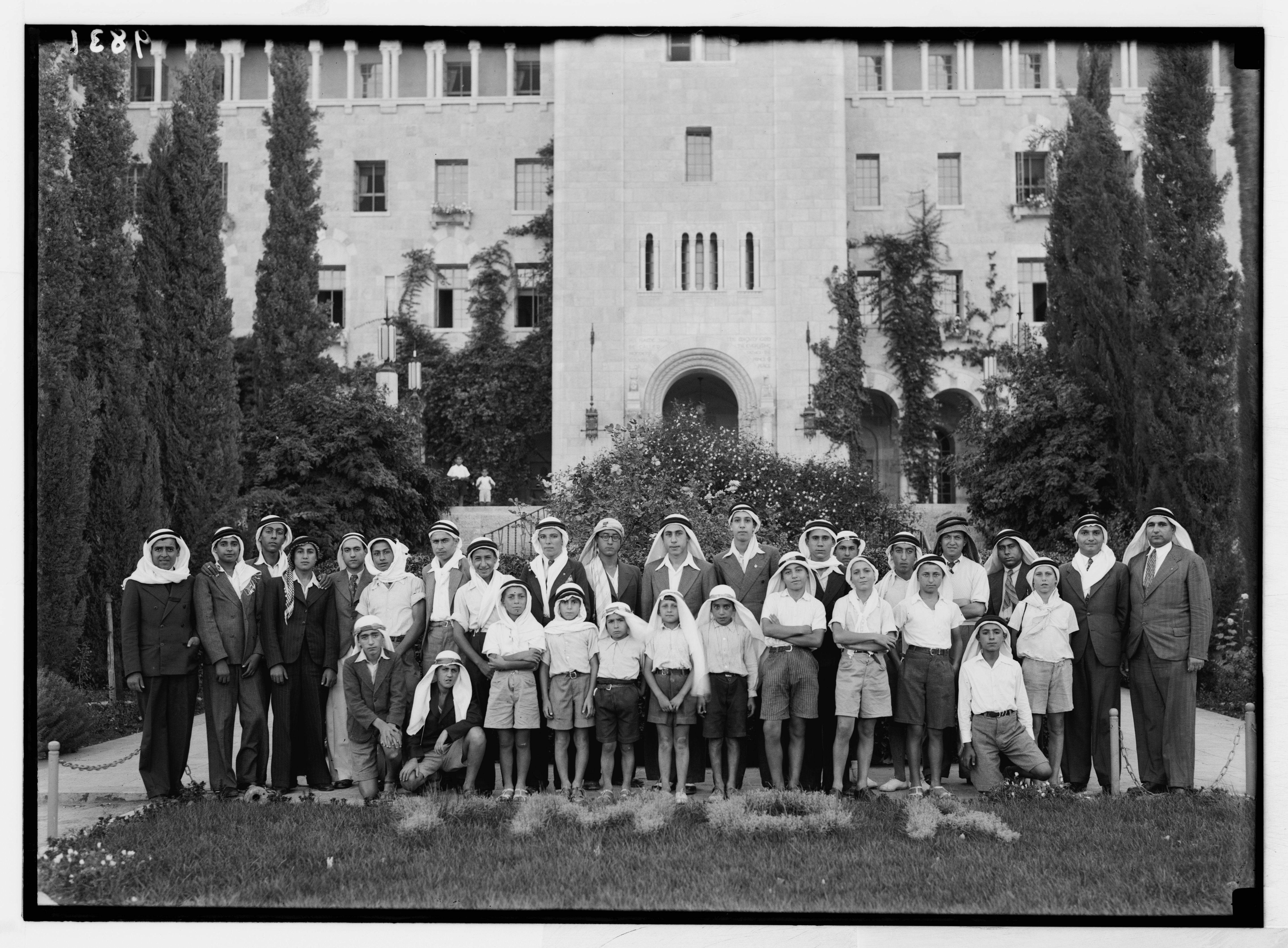
Meninos árabes cristãos palestinos na YMCA de Jerusalém, 1938

Não houve mais censos, mas as estatísticas foram mantidas contando nascimentos, mortes e migrações. No final de 1936, a população total era de aproximadamente 1.300.000, sendo estimados 384.000 judeus. Os árabes também aumentaram rapidamente seus números, principalmente como resultado da cessação do recrutamento militar imposto ao país pelo Império Otomano, da campanha contra a malária e de uma melhoria geral nos serviços de saúde. Em números absolutos, o seu aumento excedeu o da população judaica, mas proporcionalmente, esta última aumentou de 13 por cento da população total no censo de 1922 para quase 30 por cento no final de 1936.
Alguns componentes, como a imigração ilegal, só puderam ser estimados aproximadamente. O Livro Branco de 1939, que impôs restrições à imigração de judeus, declarou que a população judaica "aumentou para cerca de 450,000 " e estava "se aproximando de um terço de toda a população do país". Em 1945, um estudo demográfico mostrou que a população havia crescido para 1,764,520, compreendendo 1,061,270 muçulmanos, 553,600 judeus, 135,550 cristãos e 14,100 pessoas de outros grupos.
| Ano                                                                | Total     | Muçulmanos      | Judeus        | Cristãos     | Outros      |
| ------------------------------------------------------------------ | --------- | --------------- | ------------- | ------------ | ----------- |
| 1922                                                               | 752 048   | 589 177 (78%)   | 83 790 (11%)  | 71 464 (10%) | 7 617 (1%)  |
| 1931                                                               | 1 036 339 | 761 922 (74%)   | 175 138 (17%) | 89 134 (9%)  | 10 145 (1%) |
| 1945                                                               | 1 764 520 | 1 061 270 (60%) | 553 600 (31%) | 135 550 (8%) | 14 100 (1%) |
| Taxa média composta de crescimento populacional por ano, 1922–1945 | 3.8%      | 2.6%            | 8.6%          | 2.8%         | 2.7%        |

### Por distrito

Mapa dos municípios do Mandato Britânico da Palestina por contagem populacional (1945)
150.000 e mais
100.000
50.000
20.000
10.000
5.000
2.000
1.000
500
menos de 500
Regiões nômades no deserto de Negev

A tabela a seguir apresenta a demografia religiosa de cada um dos 16 distritos do Mandato em 1945.
| Demografia da Palestina em 1945 por distrito | Demografia da Palestina em 1945 por distrito | Demografia da Palestina em 1945 por distrito | Demografia da Palestina em 1945 por distrito | Demografia da Palestina em 1945 por distrito | Demografia da Palestina em 1945 por distrito | Demografia da Palestina em 1945 por distrito | Demografia da Palestina em 1945 por distrito | Demografia da Palestina em 1945 por distrito |
| Distrito                                     | Subdistrito                                  | Muçulmanos                                   | Muçulmanos                                   | Judeus                                       | Judeus                                       | Cristãos                                     | Cristãos                                     | Total                                        |
| Distrito                                     | Subdistrito                                  | Número                                       | %                                            | Número                                       | %                                            | Número                                       | %                                            | Total                                        |
| -------------------------------------------- | -------------------------------------------- | -------------------------------------------- | -------------------------------------------- | -------------------------------------------- | -------------------------------------------- | -------------------------------------------- | -------------------------------------------- | -------------------------------------------- |
| Haifa                                        | Haifa                                        | 95 970                                       | 38%                                          | 119 020                                      | 47%                                          | 33 710                                       | 13%                                          | 253 450                                      |
| Galiléia                                     | Acre                                         | 51 130                                       | 69%                                          | 3 030                                        | 4%                                           | 11 800                                       | 16%                                          | 73 600                                       |
| Galiléia                                     | Bete-Seã                                     | 16 660                                       | 67%                                          | 7 590                                        | 30%                                          | 680                                          | 3%                                           | 24 950                                       |
| Galiléia                                     | Nazaré                                       | 30 160                                       | 60%                                          | 7 980                                        | 16%                                          | 11 770                                       | 24%                                          | 49 910                                       |
| Galiléia                                     | Safed                                        | 47 310                                       | 83%                                          | 7 170                                        | 13%                                          | 1 630                                        | 3%                                           | 56 970                                       |
| Galiléia                                     | Tiberíades                                   | 23 940                                       | 58%                                          | 13 640                                       | 33%                                          | 2 470                                        | 6%                                           | 41 470                                       |
| Lida                                         | Jafa                                         | 95 980                                       | 24%                                          | 295 160                                      | 72%                                          | 17 790                                       | 4%                                           | 409 290                                      |
| Lida                                         | Ramla                                        | 95 590                                       | 71%                                          | 31 590                                       | 24%                                          | 5 840                                        | 4%                                           | 134 030                                      |
| Samaria                                      | Jenim                                        | 60 000                                       | 98%                                          | insignificante                               | <1%                                          | 1 210                                        | 2%                                           | 61 210                                       |
| Samaria                                      | Nablus                                       | 92 810                                       | 98%                                          | insignificante                               | <1%                                          | 1 560                                        | 2%                                           | 94 600                                       |
| Samaria                                      | Tulcarém                                     | 76 460                                       | 82%                                          | 16 180                                       | 17%                                          | 380                                          | 1%                                           | 93 220                                       |
| Jerusalém                                    | Hebrom                                       | 92 640                                       | 99%                                          | 300                                          | <1%                                          | 170                                          | <1%                                          | 93 120                                       |
| Jerusalém                                    | Jerusalém                                    | 104 460                                      | 41%                                          | 102 520                                      | 40%                                          | 46 130                                       | 18%                                          | 253 270                                      |
| Jerusalém                                    | Ramala                                       | 40 520                                       | 83%                                          | insignificante                               | <1%                                          | 8 410                                        | 17%                                          | 48 930                                       |
| Gaza                                         | Bersebá                                      | 6 270                                        | 90%                                          | 510                                          | 7%                                           | 210                                          | 3%                                           | 7 000                                        |
| Gaza                                         | Gaza                                         | 145 700                                      | 97%                                          | 3 540                                        | 2%                                           | 1 300                                        | 1%                                           | 150 540                                      |
| Total                                        | Total                                        | 1 076 780                                    | 58%                                          | 608 230                                      | 33%                                          | 145 060                                      | 9%                                           | 1 845 560                                    |

### Áreas urbanas
A tabela abaixo mostra a população das áreas municipais da Palestina em 1922, no início do período do mandato, de acordo com o censo de 1922 da Palestina.
| Município  | Muçulmanos | Judeus | Cristãos | Drusos | Samaritanos | Baha'is | Metawilas | Hindus | Siques | Total  |
| ---------- | ---------- | ------ | -------- | ------ | ----------- | ------- | --------- | ------ | ------ | ------ |
| Jerusalém  | 13413      | 33971  | 14699    | 6      | 0           | 0       | 0         | 484    | 5      | 62578  |
| Jafa       | 20699      | 20152  | 6850     | 0      | 8           | 0       | 0         | 0      | 0      | 47709  |
| Haifa      | 9377       | 6230   | 8863     | 12     | 0           | 152     | 0         | 0      | 0      | 24634  |
| Gaza       | 16722      | 54     | 701      | 0      | 0           | 0       | 3         | 0      | 0      | 17480  |
| Hebrom     | 16074      | 430    | 73       | 0      | 0           | 0       | 0         | 0      | 0      | 16577  |
| Nablus     | 15238      | 16     | 544      | 2      | 147         | 0       | 0         | 0      | 0      | 15947  |
| Safed      | 5431       | 2986   | 343      | 1      | 0           | 0       | 0         | 0      | 0      | 8761   |
| Lida       | 7166       | 11     | 926      | 0      | 0           | 0       | 0         | 0      | 0      | 8103   |
| Nazaré     | 2486       | 53     | 4885     | 0      | 0           | 0       | 0         | 0      | 0      | 7424   |
| Ramla      | 5837       | 35     | 1440     | 0      | 0           | 0       | 0         | 0      | 0      | 7312   |
| Tiberíades | 2096       | 4427   | 422      | 1      | 0           | 4       | 0         | 0      | 0      | 6950   |
| Belém      | 818        | 2      | 5838     | 0      | 0           | 0       | 0         | 0      | 0      | 6658   |
| Acre       | 4883       | 78     | 1344     | 13     | 0           | 102     | 0         | 0      | 0      | 6420   |
| Majdal     | 5064       | 0      | 33       | 0      | 0           | 0       | 0         | 0      | 0      | 5097   |
| Khan Yunis | 3866       | 1      | 23       | 0      | 0           | 0       | 0         | 0      | 0      | 3890   |
| Tulcarém   | 3109       | 23     | 208      | 1      | 8           | 1       | 0         | 0      | 0      | 3350   |
| Ramala     | 125        | 7      | 2972     | 0      | 0           | 0       | 0         | 0      | 0      | 3104   |
| Bet-Jalla  | 41         | 0      | 3060     | 0      | 0           | 0       | 0         | 0      | 0      | 3101   |
| Jenim      | 2307       | 7      | 108      | 0      | 0           | 0       | 0         | 212    | 3      | 2637   |
| Bersebá    | 2012       | 98     | 235      | 11     | 0           | 0       | 0         | 0      | 0      | 2356   |
| Shefa-'Amr | 623        | 0      | 1263     | 402    | 0           | 0       | 0         | 0      | 0      | 2288   |
| Bete-Seã   | 1687       | 41     | 213      | 0      | 0           | 0       | 0         | 0      | 0      | 1941   |
| Total      | 139074     | 68622  | 55043    | 449    | 163         | 259     | 3         | 696    | 8      | 264317 |

## Governo e instituições

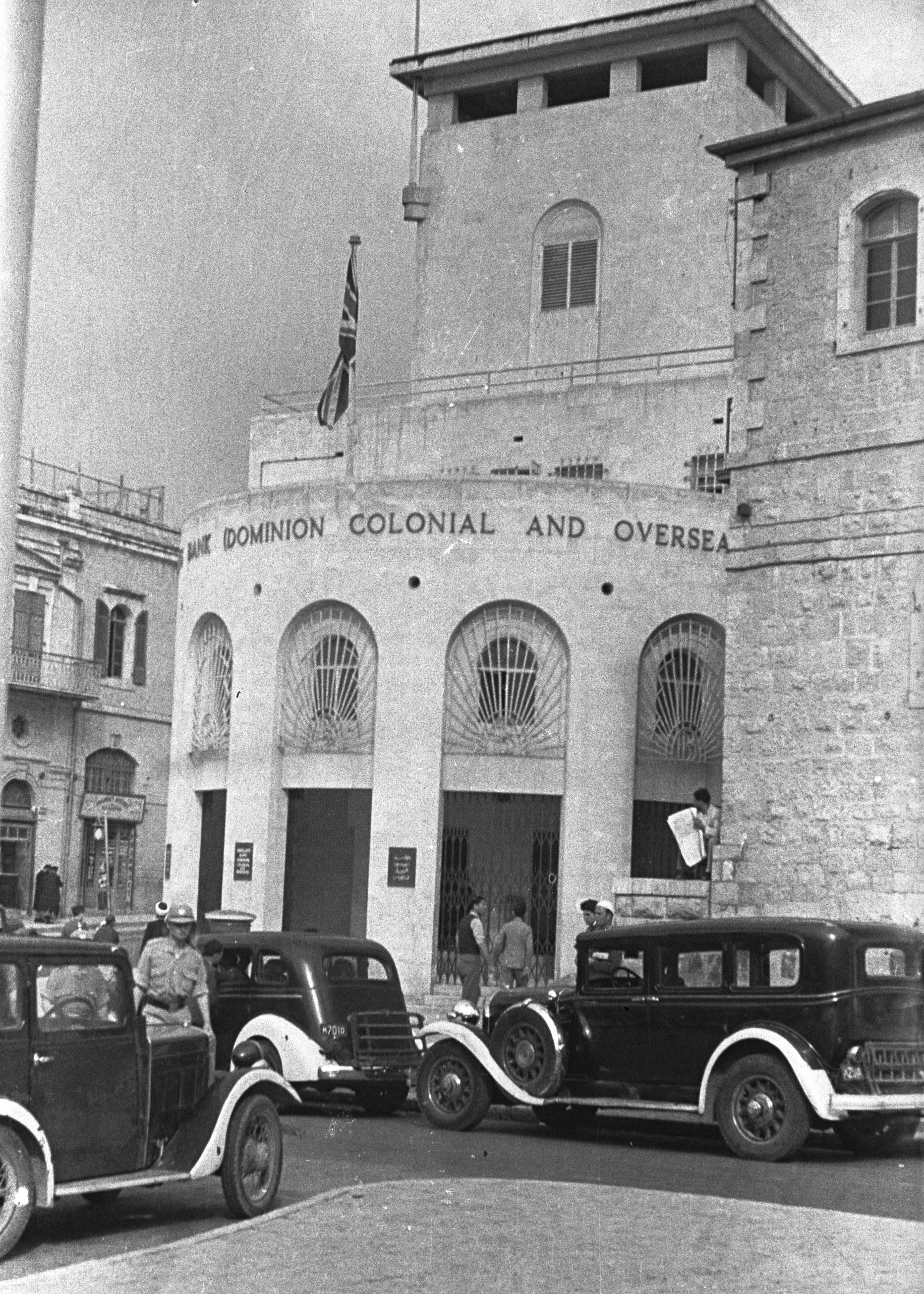
Prefeitura de Jerusalém, 1939

Nos termos da Ordem do Conselho da Palestina de agosto de 1922, o território do Mandato foi dividido em regiões administrativas conhecidas como distritos e eram administradas pelo gabinete do Alto Comissariado Britânico para a Palestina.
A Grã-Bretanha deu continuidade ao sistema millet do Império Otomano, segundo o qual todos os assuntos de natureza religiosa e status pessoal estavam sob a jurisdição dos tribunais muçulmanos e dos tribunais de outras religiões reconhecidas, chamados comunidades confessionais. O Alto Comissário estabeleceu o Rabinato Ortodoxo e manteve um sistema de millet modificado que reconhecia apenas onze comunidades religiosas: muçulmanos, judeus e nove denominações cristãs (nenhuma das quais eram igrejas protestantes cristãs). Todos aqueles que não eram membros dessas comunidades reconhecidas foram excluídos do acordo de millet. Como resultado, não havia possibilidade, por exemplo, de casamentos entre comunidades confessionais, e não havia casamentos civis. Os contatos pessoais entre comunidades eram nominais.
Além dos Tribunais Religiosos, o sistema judicial foi modelado no britânico, tendo um Tribunal Superior com jurisdição de apelação e poder de revisão sobre o Tribunal Central e o Tribunal Criminal Central. Os cinco presidentes consecutivos do Supremo Tribunal foram:
- Sir Thomas Haycraft (1921–1927) [188]
- Sir Michael McDonnell (1927–1936) [188]
- Sir Harry Trusted[189] (1936–1941; nomeado cavaleiro em 1938) (posteriormente Presidente do Supremo Tribunal dos Estados Federados Malaios, 1941)
- Frederick Gordon-Smith (1941–1944) [190]
- Sir William Fitzgerald (1944–1948) [191]

O jornal local The Palestine Post foi fundado em 1932 por Gershon Agron. Em 1950, seu nome foi mudado para The Jerusalem Post. Em 1923, Pinhas Rutenberg fundou a Palestine Electric Company (que se tornaria a Israel Electric Corporation em 1961).

## Economia
Entre 1922 e 1947, a taxa de crescimento anual do setor judaico da economia foi de 13,2%, principalmente devido à imigração e ao capital estrangeiro, enquanto a do setor árabe foi de 6,5%. Per capita, esses números foram de 4,8% e 3,6%, respectivamente. Em 1936, os judeus ganhavam 2,6 vezes mais que os árabes.  Comparados com os árabes de outros países, os árabes palestinos ganharam ligeiramente mais. 
A Jaffa Electric Company foi fundada em 1923 por Pinhas Rutenberg e mais tarde foi absorvida pela recém-criada Palestine Electric Corporation; a Primeira Usina Hidrelétrica da Jordânia foi inaugurada em 1933. A Palestine Airways foi fundada em 1934, a Angel Bakeries em 1927 e a fábrica de laticínios Tnuva em 1926. A corrente elétrica fluía principalmente para a indústria judaica, seguindo-a até seus locais mais importantes em Tel Aviv e Haifa. Embora Tel Aviv tivesse muito mais oficinas e fábricas, a procura de energia eléctrica para a indústria era praticamente a mesma para ambas as cidades no início da década de 1930.
A maior zona industrial do país ficava em Haifa, onde muitos projetos habitacionais foram construídos para os funcionários.
Na escala do Índice de Desenvolvimento Humano da ONU, determinado por volta de 1939, de 36 países, os judeus palestinos foram colocados em 15º, os árabes palestinos em 30º, o Egito em 33º e a Turquia em 35º.  Os judeus na Palestina eram principalmente urbanos, 76,2% em 1942, enquanto os árabes eram principalmente rurais, 68,3% em 1942.  No geral, Khalidi conclui que a sociedade árabe palestina, embora superada pelo Yishuv, era tão avançada quanto qualquer outra sociedade árabe na região e consideravelmente mais do que várias. 

## Educação
Sob o Mandato Britânico, o país se desenvolveu econômica e culturalmente. Em 1919, a comunidade judaica fundou um sistema escolar hebraico centralizado e, no ano seguinte, estabeleceu a Assembleia de Representantes, o Conselho Nacional Judaico e a federação trabalhista Histadrut. A Universidade Technion foi fundada em 1924, e a Universidade Hebraica de Jerusalém em 1925.
Houve várias tentativas dos árabes palestinos de estabelecer uma instituição de ensino superior árabe, a partir da década de 1920, mas isso não se concretizou. O historiador israelita Ilan Pappé atribuiu isto à "pressão sionista, ao racismo anti-árabe britânico e à falta de recursos". Acrescentou que "a mentalidade colonial das autoridades britânicas, que consideravam os palestinos mais um povo colonizado que tinha de ser oprimido, ao mesmo tempo que consideravam os colonos sionistas como companheiros colonialistas, temia que tal universidade reforçasse o movimento nacional palestino".
As taxas de alfabetização em 1932 eram de 86% para os judeus, em comparação com 22% para os árabes palestinos, mas as taxas de alfabetização árabe aumentaram constantemente depois disso. Em comparação, as taxas de alfabetização dos árabes palestinos eram superiores às do Egito e da Turquia, mas inferiores às do Líbano. 

## Galeria

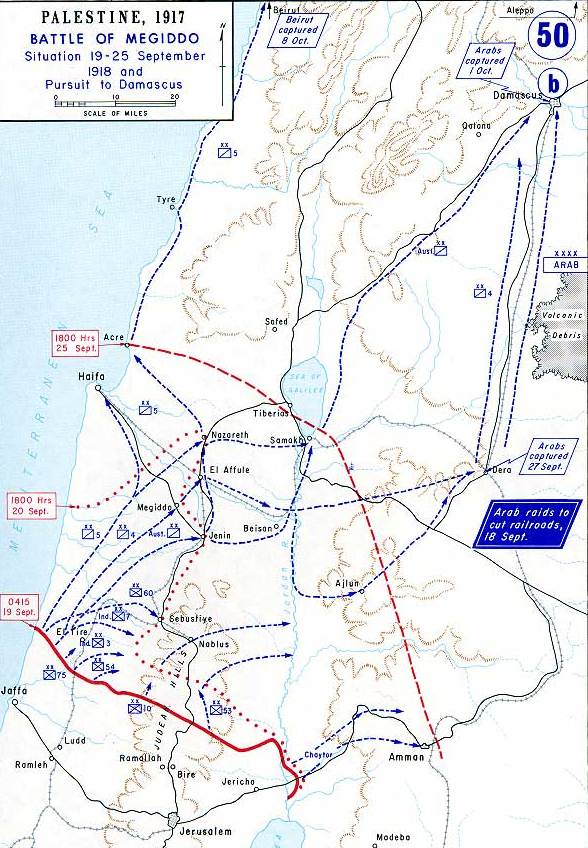
Os ataques finais do General Sir Edmund Allenby na Campanha da Palestina deram à Grã-Bretanha o controle da área.
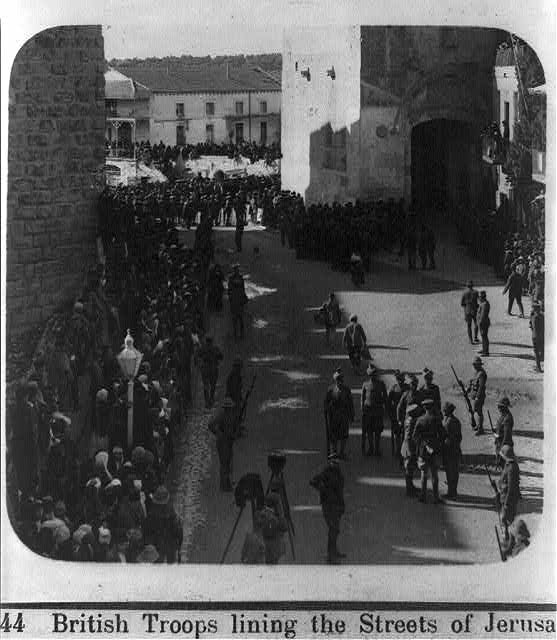
General Allenby entrando em Jerusalém com tropas britânicas em 11 de dezembro de 1917 (Allenby foi posteriormente nomeado marechal de campo, em abril de 1919)
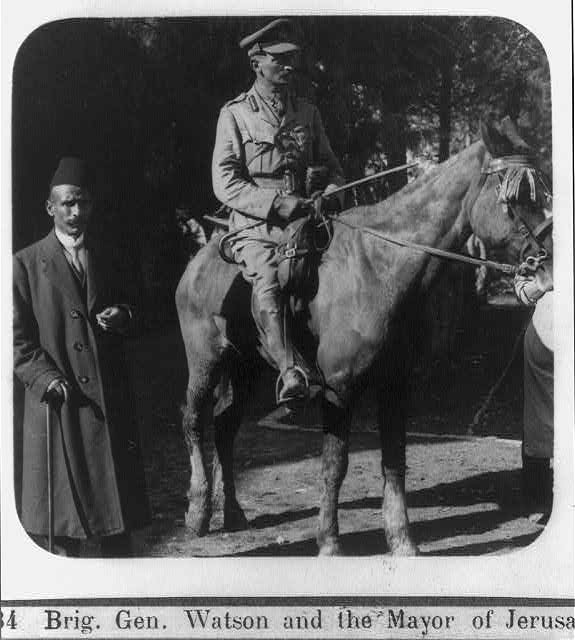
O Brigadeiro-General Watson se reuniu com Hussein al-Husayni, o prefeito de Jerusalém, em dezembro de 1917
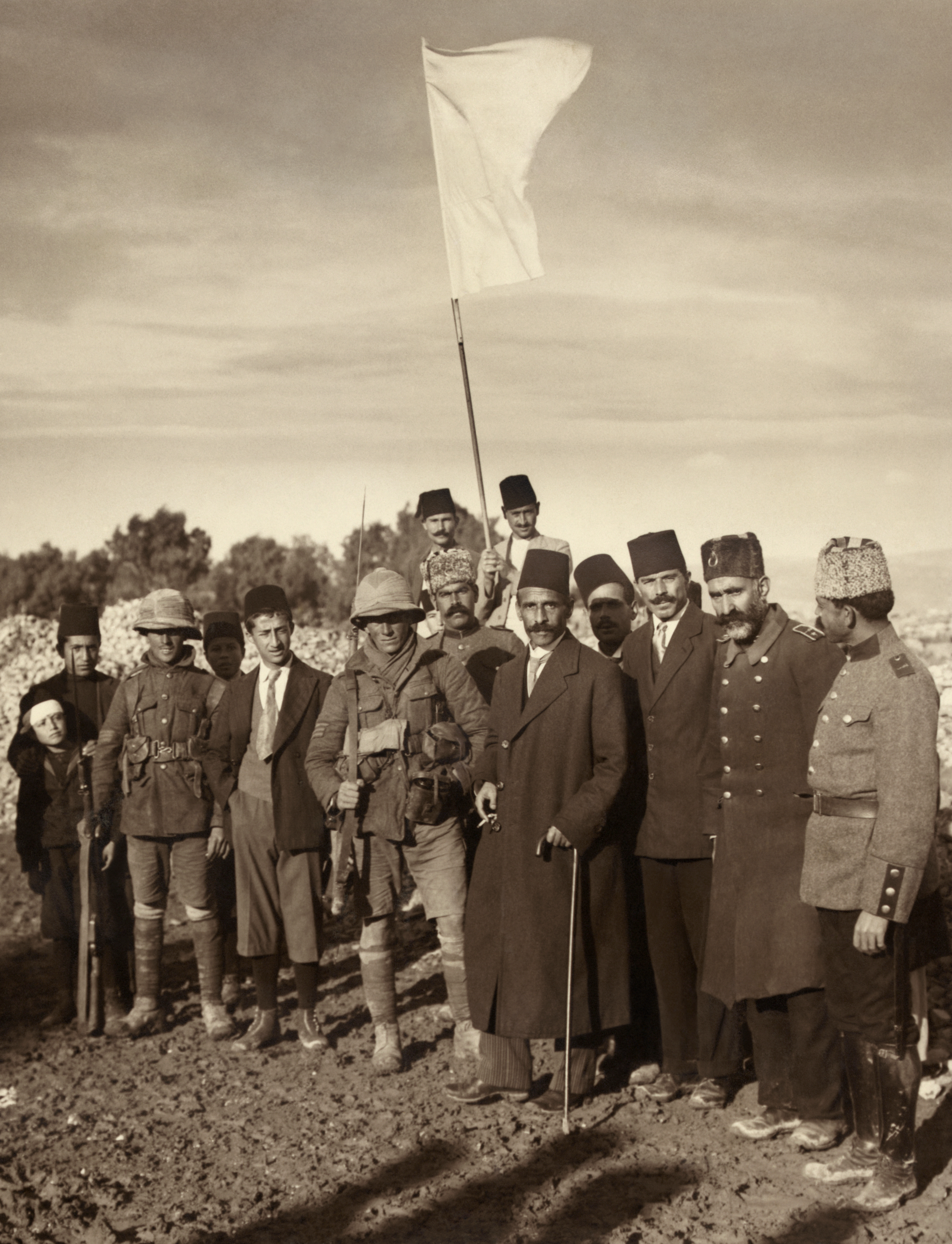
A rendição de Jerusalém pelos otomanos aos britânicos em 9 de dezembro de 1917, após a Batalha de Jerusalém
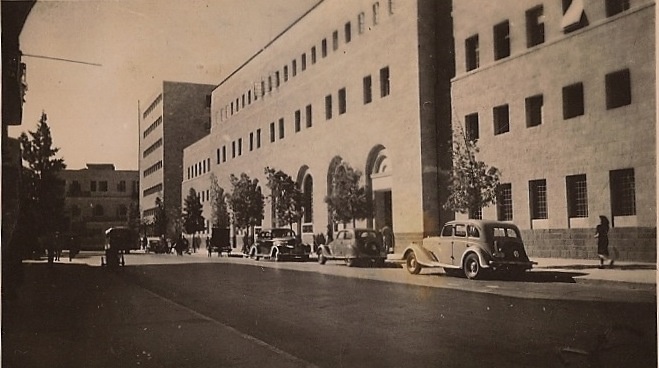
Correio principal, Estrada de Jafa, Jerusalém
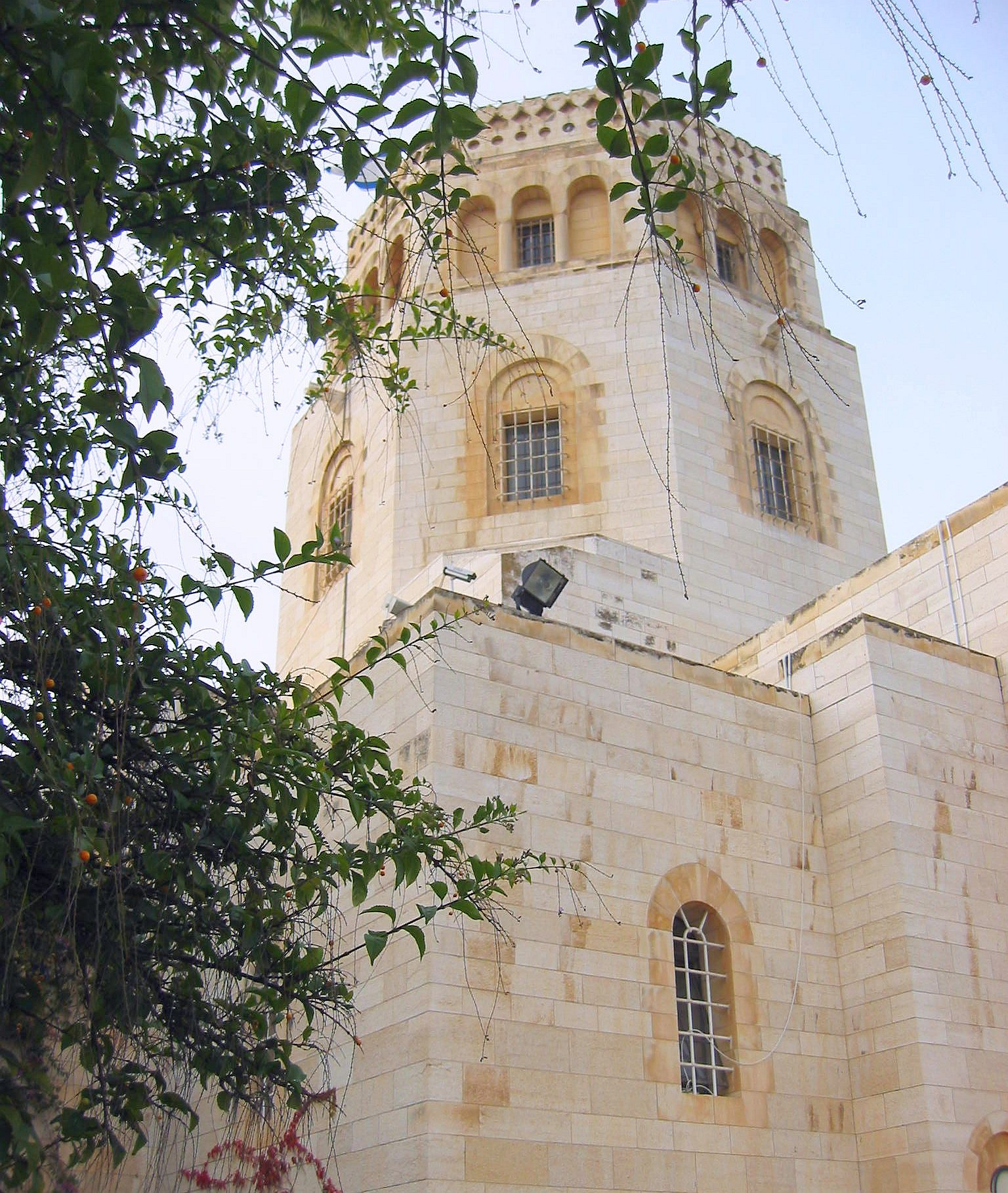
O Museu Arqueológico da Palestina (PAM; conhecido desde 1967 como Museu Arqueológico Rockefeller ), construído em Jerusalém durante o Mandato Britânico
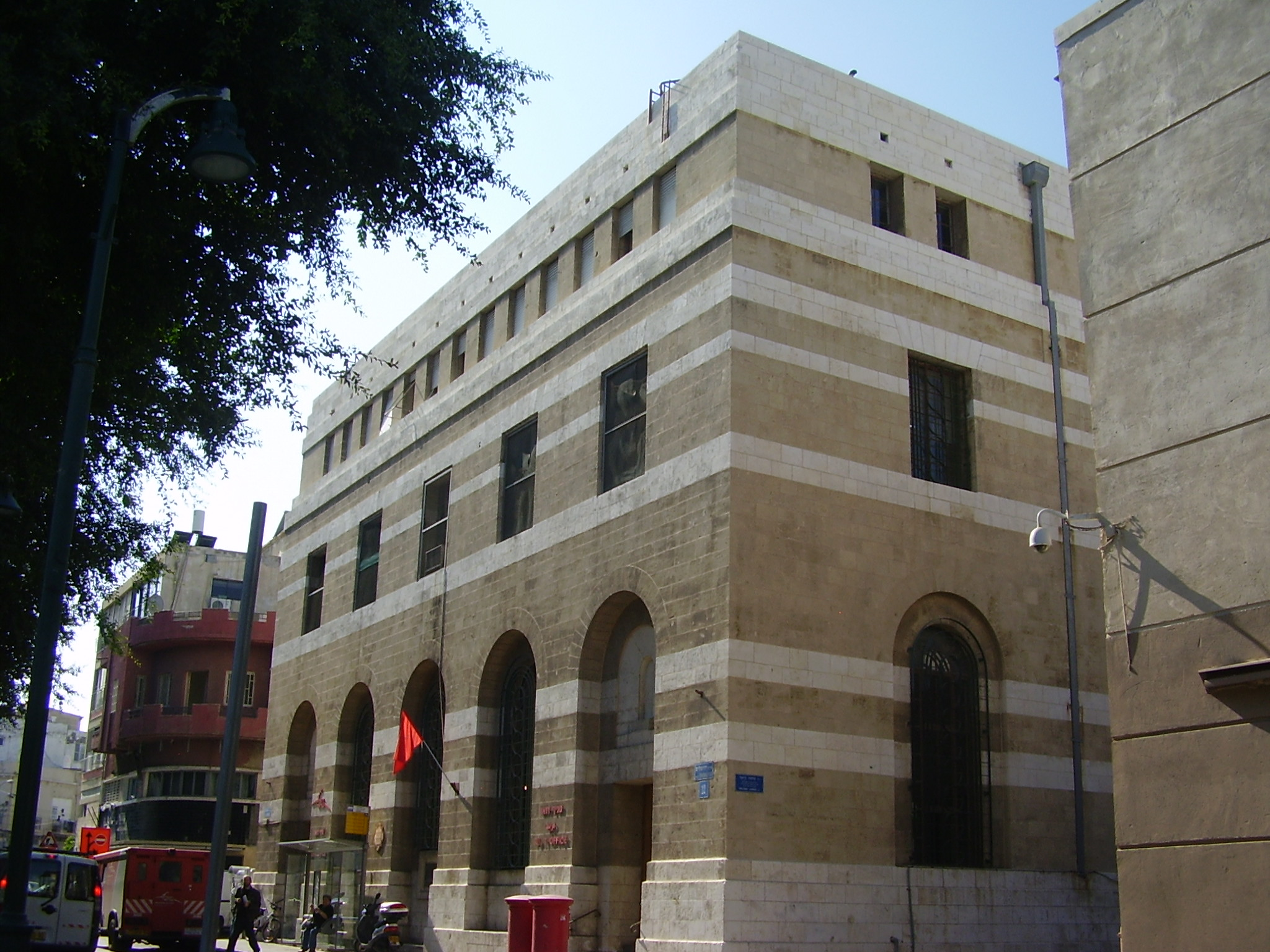
Correio principal, Jafa
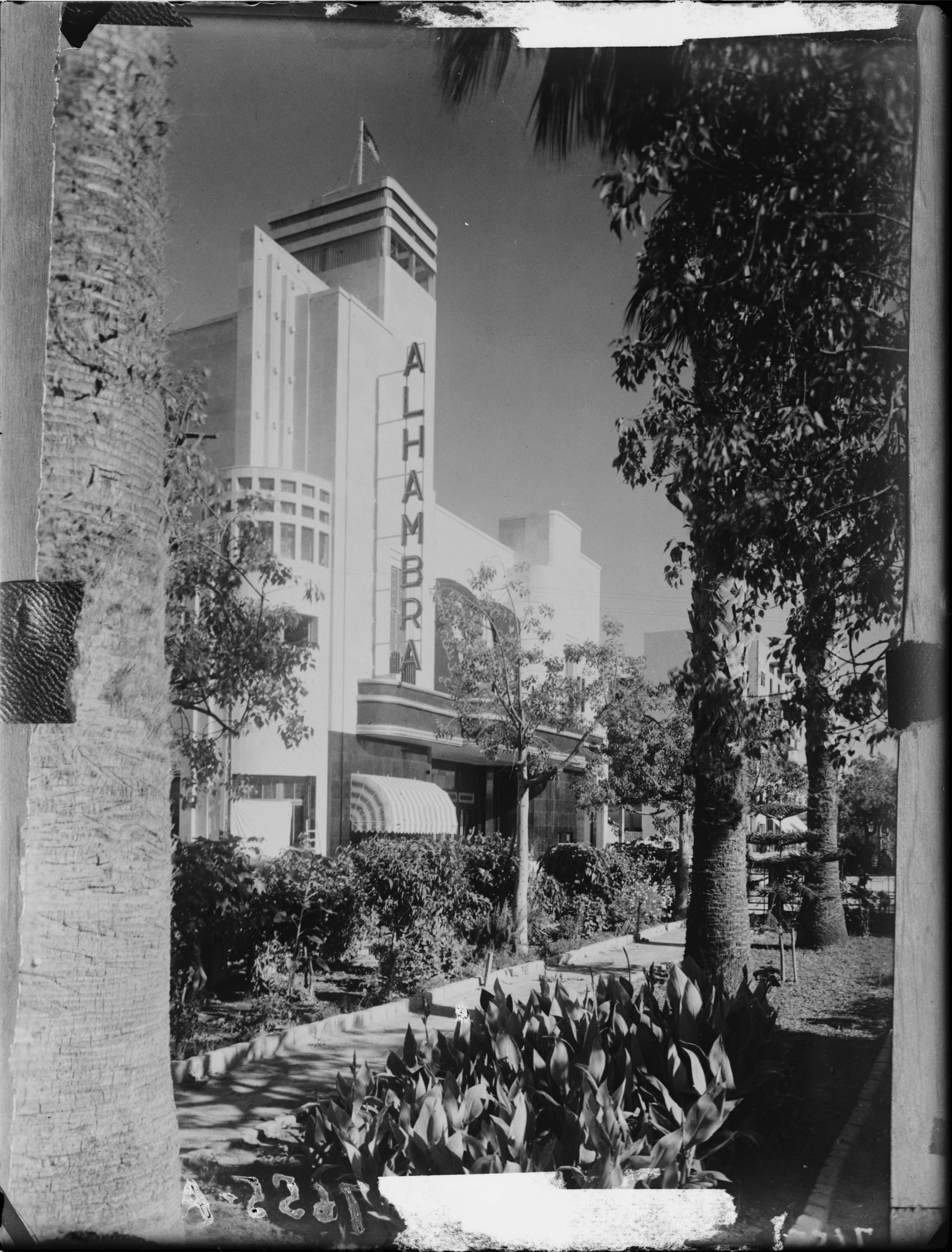
Cinema Alhambra, Jafa
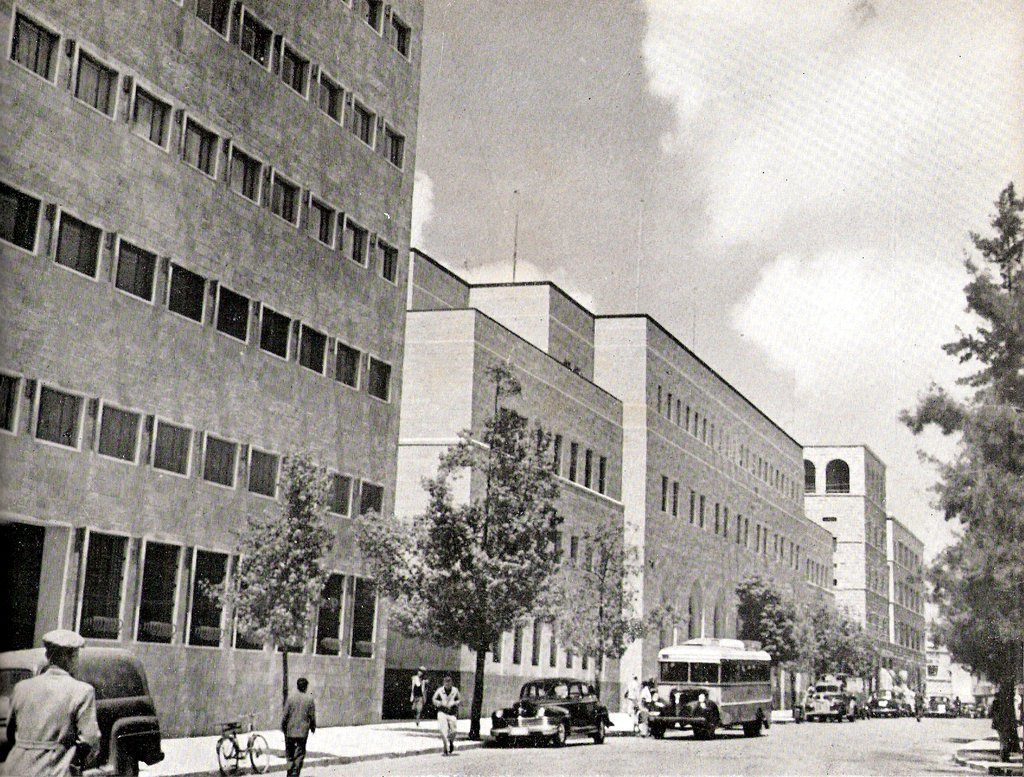
O Banco Anglo-Palestino
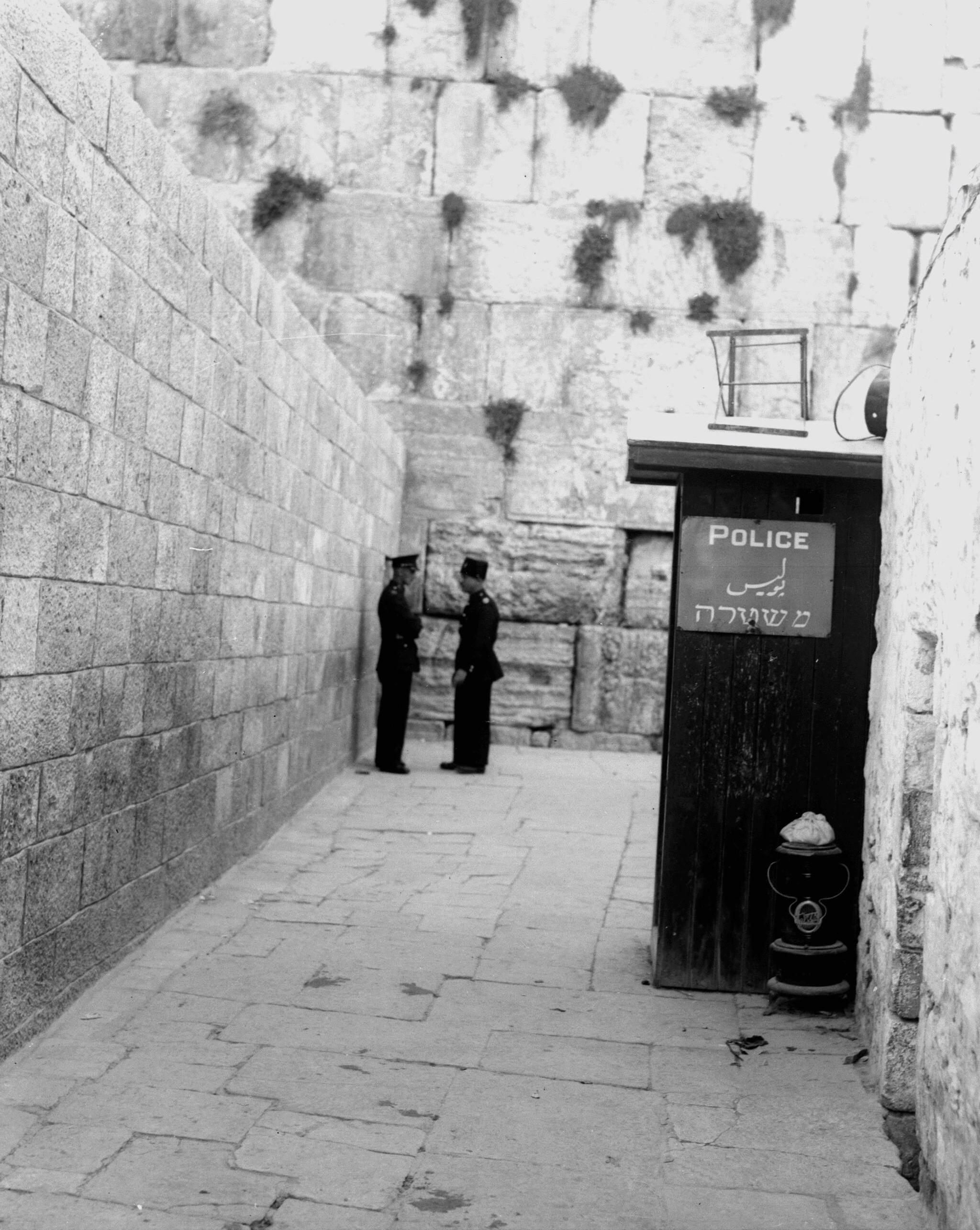
O Muro das Lamentações, 1933
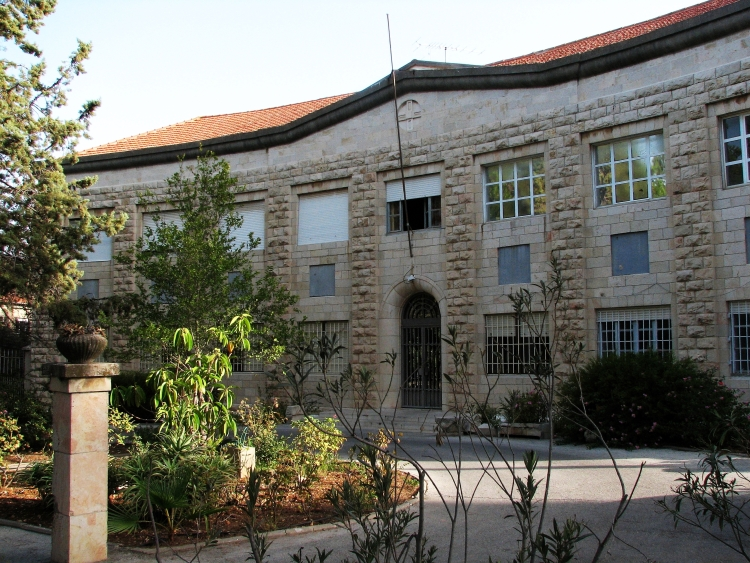
Supremo Tribunal Militar do Mandato Britânico, Kiryat Shmuel, Jerusalém
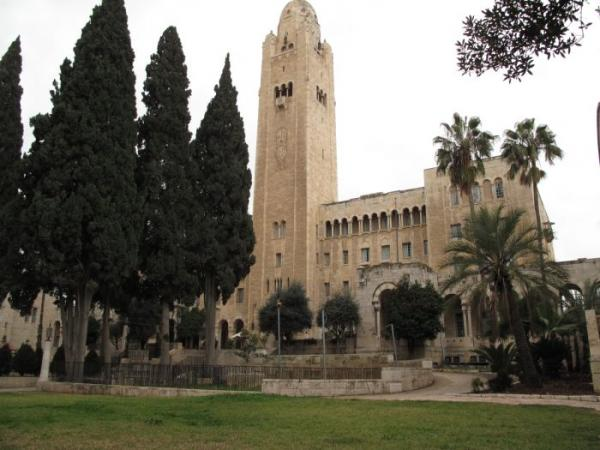
YMCA em Jerusalém, construída durante o Mandato Britânico
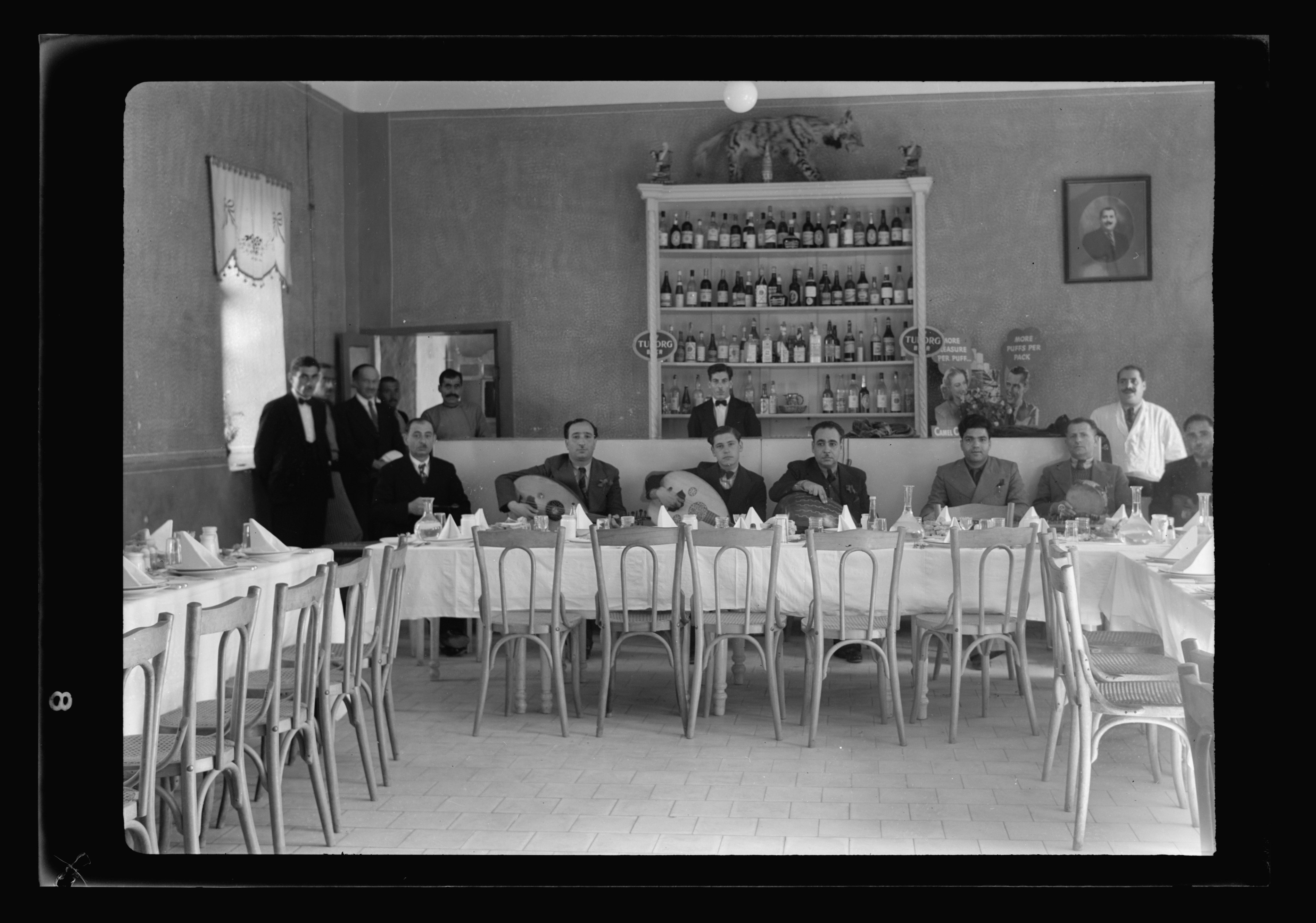
Programa de entretenimento em Jericó pelo Palestine Broadcasting Service, que produziu seus programas em árabe, hebraico e inglês
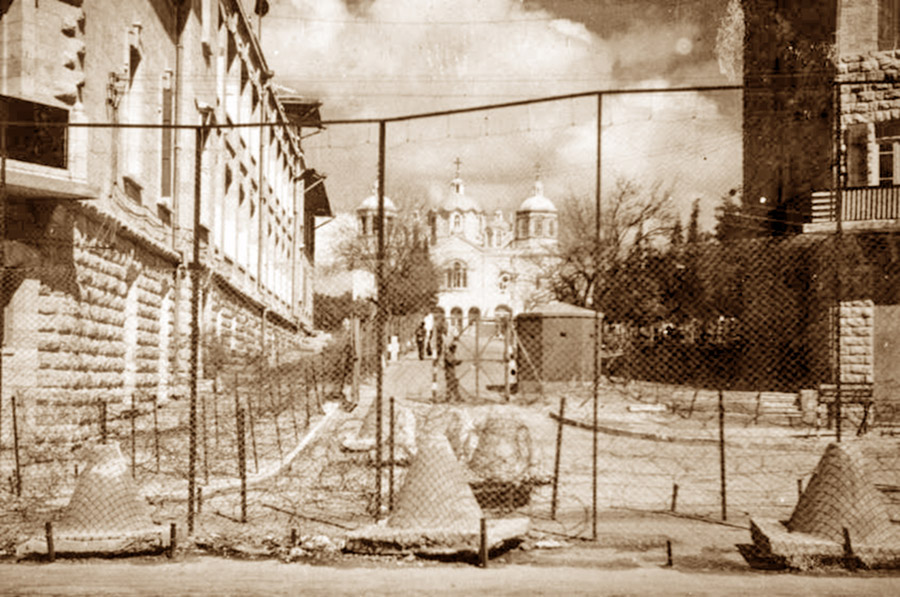
"Bevingrado" em Jerusalém, complexo russo atrás de arame farpado
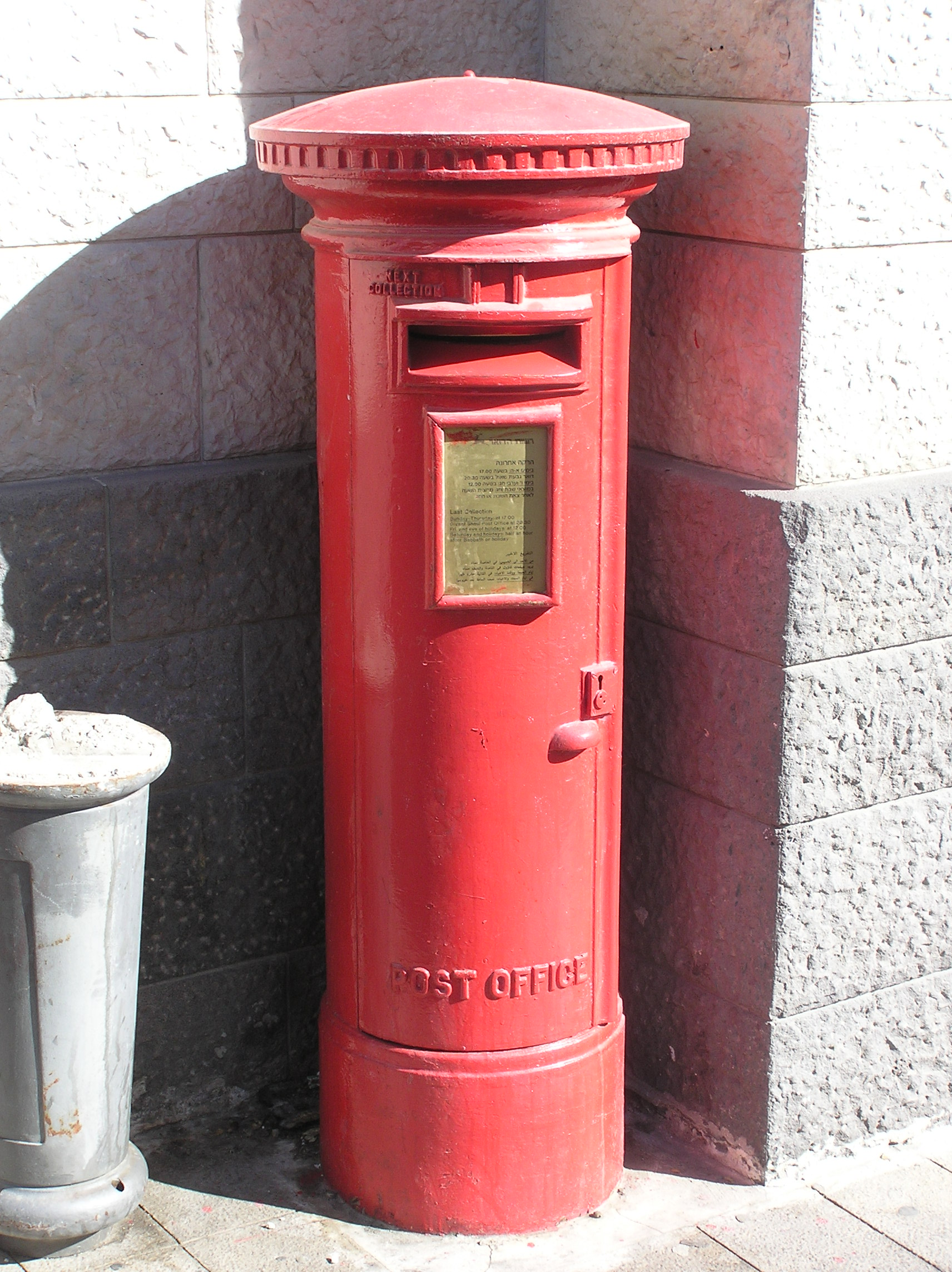
Caixa de correio da era do Mandato, Jerusalém
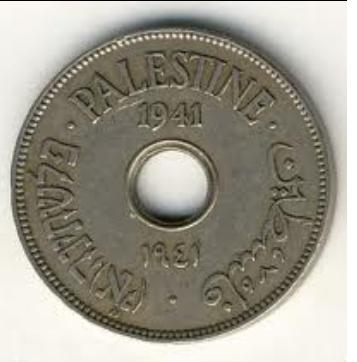
Moeda de 1941
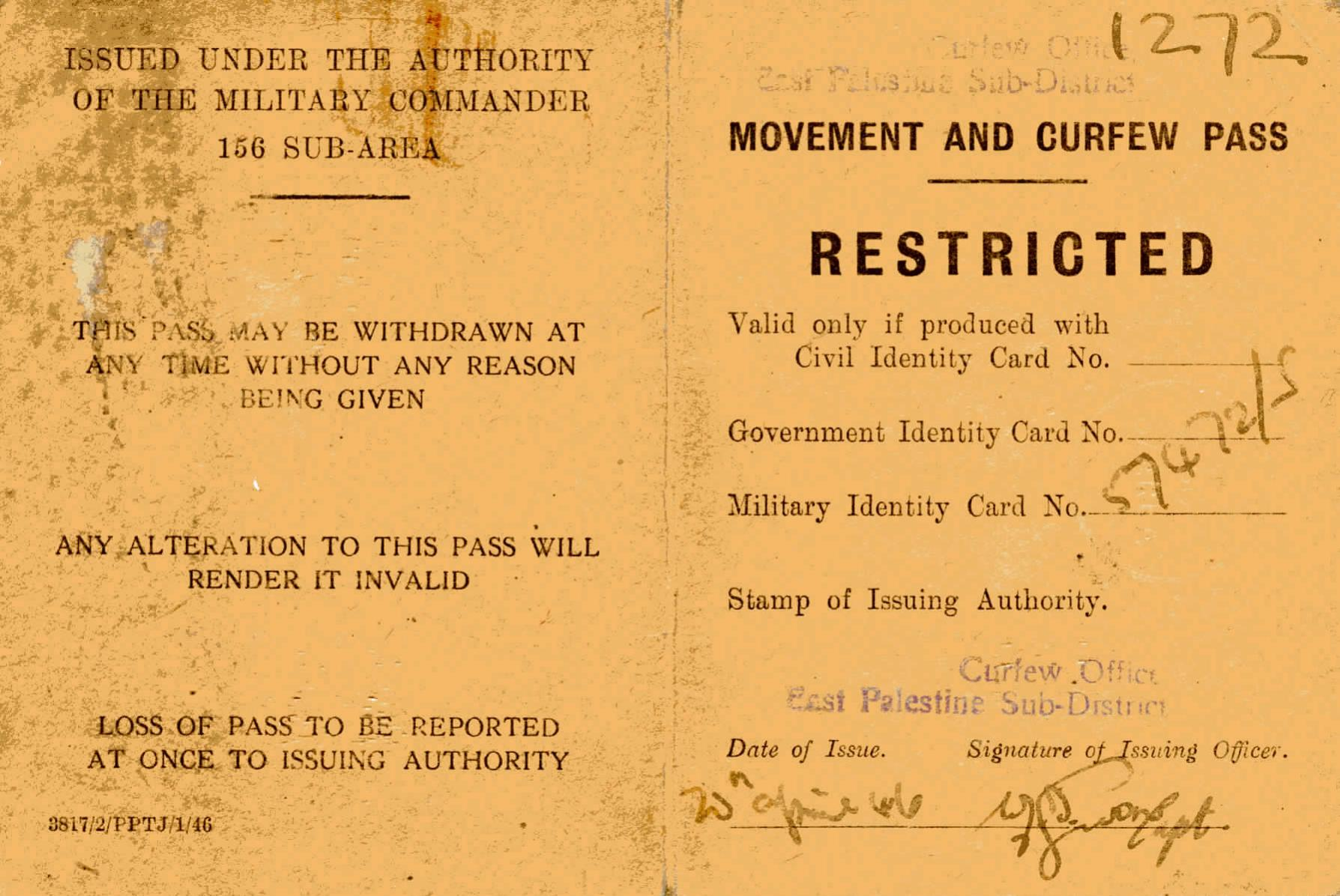
Passe de circulação e toque de recolher, emitido sob a autoridade do Comandante Militar Britânico, Palestina Oriental, 1946
Bandeira Marítima da Palestina
Bandeira da Alfândega e dos Serviços Postais da Palestina
Bandeira do Alto Comissário